# Aula-reeks
De Aula-reeks is een populair-wetenschappelijke pocketboekenreeks die in 1957 werd gestart door Uitgeverij Het Spectrum in Utrecht als wetenschappelijkere versie van de Prisma Pockets, naar het voorbeeld van de Engelse Pelican Books. Het motto was dan ook 'Aula. Het wetenschappelijke pocketboek'. De reeks telt samen ruim 800 deeltjes, over mens- en natuurwetenschappen, kunst en filosofie. Ze bevat ook de onderreeksen Onderwijskundige informatie voor het Hoger Onderwijs (nummers 801–814 en 817–818), Aula Medisch (nummers 850–863) en Aula Seksuologie (nummers 1001–1012). Aula-boeken draagt als reeksnummer ISSN 1873-054X.
Deze pocket-reeks is overigens niet dezelfde als de reeks Aula paperback, verschenen 1971–1992 (ISSN 1873-0566). Soms zijn dezelfde boeken in beide reeksen uitgegeven.
Het betreft de volgende uitgaven.
| Nr   | Auteur(s)                                                                             | Titel | Jaar Aula | Oorspr.            | Titel oorspronkelijk |
| ---- | ------------------------------------------------------------------------------------- | --- | --------- | ------------------ | --- |
| 1    | Fruin, Robert                                                                         | Het voorspel van de 80-jarige oorlog | 1957      | 1939               | Het voorspel van den Tachtigjarigen Oorlog |
| 2    | Brom, Gerard                                                                          | Schilderkunst en literatuur in de 16e en 17e eeuw | 1957      | 1957               | oorspronkelijke uitgave |
| 3    | Buytendijk, F.J.J.                                                                    | Over de pijn | 1957      | 1943               | oorspronkelijke uitgave |
| 4    | Bok, S.T.                                                                             | Cybernetica (stuurkunde) : hoe sturen wij ons leven, ons werk en onze machines?                                                                                        | 1958      | 1958               | oorspronkelijke uitgave |
| 5    | Bidez, Joseph                                                                         | Keizer Julianus : de ondergang van het antieke heidendom | 1958      | 1930               | La vie de l'empereur Julien |
| 6    | Vries, Dr. J. de                                                                      | Etymologisch woordenboek : Waar komen onze woorden en plaatsnamen vandaan?                                                                                             | 1958      | 1958               | oorspronkelijke uitgave |
| 7    | Bartelink, G.J.M.                                                                     | Grieks-Nederlands woordenboek | 1958      | 1958               | oorspronkelijke uitgave |
| 8    | Freyer, Hans                                                                          | Mens en massa in deze tijd : een structuuranalyse | 1958      | 1955               | Theorie des gegenwärtigen Zeitalters |
| 9    | Eysenck, H.J.                                                                         | Gebruik en misbruik van de psychologie | 1958      | (1953) 1957        | Uses and Abuses of Psychology |
| 10   | Wölfflin, Heinrich                                                                    | De klassieke kunst : hoogtij der renaissance | 1958      | (1899) 1948⁸       | Die klassische Kunst : eine Einführung in die italienische Renaissance |
| 11   | Walgrave, J.H.                                                                        | De wijsbegeerte van Ortega y Gasset | 1958      | 1958               | oorspronkelijke uitgave |
| 12   | Buytendijk, F.J.                                                                      | De vrouw : haar natuur, verschijning en bestaan : een existentieel-psychologische studie                                                                               | 1958      | 1951               | oorspronkelijke uitgave |
| 13   | Brugmans, I.J.                                                                        | De arbeidende klasse in Nederland in de 19e eeuw (1813-1870) | 1958³     | 1925               | [ 13 ] |
| 14   | Pen, prof.dr. J.                                                                      | Moderne economie : wat bepaalt het nationale inkomen, de welvaart en de werkgelegenheid?                                                                               | 1958      | 1958               | oorspronkelijke uitgave |
| 15   | Geyl, prof.dr. P.                                                                     | Geschiedenis als medespeler | 1958      | 1958               | oorspronkelijke uitgave |
| 16   | Weizsäcker, C.F. von                                                                  | Het wereldbeeld in de fysica | 1959      | 1943               | [Samengest. uit:] Zum Weltbild der Physik |
| 17   | Jantzen, Hans                                                                         | De kunst van de gotiek | 1959      | 1957               | Kunst der Gotik: Klassische Kathedralen Frankreichs – Chartres, Reims, Amiens                                                                                             |
| 18   | Gordon, C.H.                                                                          | Het Oude Testament in historisch perspectief . | 1959      | 1953               | Introduction to Old Testament times |
| 19   | Whitehead, A.N.                                                                       | De natuurwetenschap in de moderne wereld | 1959      | (1925) 1926        | Science and the modern world : Lowell lectures, 1925 |
| 20   | Martin, A. von                                                                        | Sociologie van de renaissance : over de fysionomie en het ritme van een burgerlijke cultuur                                                                            | 1959²     | (1932) 1949        | Soziologie der Renaissance |
| 21   | Clark, Sir George                                                                     | De zeventiende eeuw | 1959      | 1929               | The seventeenth century 2nd ed |
| 22   | Sachs, Curt                                                                           | Geschiedenis der muziek | 1959      | (1948) 1955        | Our musical heritage : a short history of music |
| 23   | Verberne, L.G.J.                                                                      | De Nederlandse arbeidersbeweging in de negentiende eeuw (1889-1956) | 1959³     | 1940               | |
| 24   | Mallinckrodt, drs. H.H.                                                               | Latijns-Nederlands woordenboek | 1959      | 1959               | oorspronkelijke uitgave |
| 25   | Vries, Dr. J. de                                                                      | Heldenlied en heldensage | 1959      | 1959               | oorspronkelijke uitgave |
| 26   | Brom, Gerard                                                                          | Schilderkunst en literatuur in de 19e eeuw | 1959      | 1927               | Hollandsche schilders en schrijvers in de vorige eeuw |
| 27   | Goodman, L. Landon                                                                    | De automatisering en de mens | 1959      | 1957               | Man and Automation |
| 28   | Fruin, Robert                                                                         | Tien jaren uit de 80-jarige oorlog 1588-1598 | 1959      | 1857               | |
| 29   | Doorn, J.A.A. van en C.J. Lammers                                                     | Moderne sociologie, systematiek en analyse | 1959      | 1959               | oorspronkelijke uitgave |
| 30   | Hauser, Arnold                                                                        | Sociale geschiedenis van de kunst in Middeleeuwen en Renaissance | 1959      | 1951               | The Social History of Art |
| 31   | Löwith, Karl                                                                          | Wereldgeschiedenis, wijsgerig en bijbels gezien | 1960      | 1949               | Meaning in history : the theological implications of the philosophy of history                                                                                            |
| 32   | Slicher van Bath, B.H.                                                                | De agrarische geschiedenis van West-Europa (500-1850) | 1960      | 1960               | oorspronkelijke uitgave |
| 33   | Scheffer, C.F. en M.J.H. Smeets                                                       | Geld en overheid: de kringloop van het geld en de invloed van de overheid                                                                                              | 1961      | 1961               | oorspronkelijke uitgave |
| 34   | Sprott, W.J.H.                                                                        | De mens in groepsverband: een studie van het gedrag van man en vrouw in het gezin, het dorp, de massa en vele andere samenlevingsvormen                                | 1960      | 1958               | Human groups |
| 35   | Teilhard de Chardin,Pierre                                                            | Het verschijnsel mens | 1960      | (1948) 1955        | Le phénomène humain |
| 36   | Fruin, Robert                                                                         | Opstellen over Willem van Oranje | 1960¹¹    |                    | [ 33 ] |
| 37   | Melsen, prof.dr. A.G.M. van                                                           | Natuurwetenschap en techniek : een wijsgerige bezinning | 1960      | 1960               | oorspronkelijke uitgave |
| 38   | Dorst, J.C., G.H.R. von Koenigswald, A.G.M. van Melsen, e.a.                          | Evolutie : de huidige stand van het vraagstuk | 1960      | 1960               | [ 35 ] |
| 39   | Wijvekate, M.L.                                                                       | Verklarende statistiek : het onderscheiden van toeval, schijn en werkelijkheid in cijfermateriaal                                                                      | 1960      | 1960               | oorspronkelijke uitgave |
| 40   | Geyl, prof.dr. P.                                                                     | Noord en Zuid: eenheid en tweeheid in de Lage Landen | 1960      | 1946               | Bloemlezing van artikelen gepubl. sinds 1911. - Herziene uitg. van: Eenheid en tweeheid in de Nederlanden (1946)                                                          |
| 41   | Sauvy, Alfred                                                                         | Het bevolkingsvraagstuk in de wereld | 1960      | 1958               | De Malthus à Mao Tsé-Toung : le problème de la population dans le monde                                                                                                   |
| 42   | Southern, R.W.                                                                        | De opkomst van het Avondland | 1960      | 1953               | The making of the Middle Ages |
| 43   | Albright, W.F.                                                                        | Oude volken en culturen in het Heilige Land | 1960      | (1949) 1960        | The Archaeology of Palestine |
| 44   | Wölfflin, Heinrich                                                                    | Stijlbegrippen in de kunstgeschiedenis | 1960      | 1915               | Kunstgeschichtliche Grundbegriffe: Das Problem der Stilentwicklung in der neueren Kunst                                                                                   |
| 45   | Banning, prof.dr. W.                                                                  | Karl Marx : leven, leer en betekenis | 1960      | 1960               | oorspronkelijke uitgave |
| 46   | Girardeau, Émile                                                                      | Het avontuur der natuurwetenschap | 1960      | 1957               | Les Aventures de la science, essai sur l'évolution de l'esprit scientifique                                                                                               |
| 47   | Vosters, dr. S.A.                                                                     | Spaans-Nederlands woordenboek | 1960      | 1960               | oorspronkelijke uitgave |
| 48   | Vosters, dr. S.A.                                                                     | Nederlands-Spaans woordenboek | 1960      | 1960               | oorspronkelijke uitgave |
| 49   | Vacano, Otto-Wilhelm von                                                              | De Etrusken in de antieke wereld | 1961      | 1957               | Die Etrusker in der Welt der Antike |
| 50   | Stern, Erich                                                                          | Psychologie van middelbare leeftijd en ouderdom | 1961      | 1955               | Der Mensch in der zweiten Lebenshälfte: Psychologie des Alterns und des Alters                                                                                            |
| 51   | Dobzhansky, Th.                                                                       | Evolutie en erfelijkheid | 1961      | 1955               | Evolution, genetics, and man |
| 52   | Leent, J.A.A. van                                                                     | Sociale psychologie in drie dimensies | 1961      | 1961               | oorspronkelijke uitgave |
| 53   | Chadwick, John                                                                        | De ontcijfering van Griekenlands oudste schrift | 1961      | 1958               | The decipherment of Linear B |
| 54   | Boer, dr. ir. H. de e.a.                                                              | Schriftelijk rapporteren | 1961      | 1961               | oorspronkelijke uitgave |
| 55   | Bargmann, Wolfgang                                                                    | Ontwikkeling en bouw van het organisme | 1961      | 1957               | Vom Bau und Werden des Organismus |
| 56   | Vries, Dr. J. de                                                                      | Godsdienstgeschiedenis in vogelvlucht | 1961      | 1961               | oorspronkelijke uitgave |
| 57   | Eggers, Hans Jürgen                                                                   | Inleiding tot de wetenschap der prehistorie | 1961      | 1959               | Einführung in die Vorgeschichte |
| 58   | Wiegersma, dr. S.                                                                     | Psychologie der beroepskeuze | 1961      | 1961               | oorspronkelijke uitgave |
| 59   | Roldanus, dr. C.W.                                                                    | Zeventiende-eeuwse geestesbloei | 1961²     | 1938               | |
| 60   | Kuhn-Schnyder, Emil                                                                   | Geschiedenis der gewervelde dieren | 1961      | 1953               | Geschichte der Wirbeltiere |
| 61   | Grahmann, Rudolf                                                                      | De vroegste geschiedenis van de mens | 1961      | 1952               | Urgeschichte der Menschheit : Einführung in die Abstammungs-und Kulturgeschichte des Menschen                                                                             |
| 62   | Jantzen, Hans                                                                         | Middeleeuwse kunst in overgang : het tijdperk der Saksische keizers | 1961      | 1947               | Ottonische Kunst |
| 63   | Knight, George A.F.                                                                   | Christelijke theologie van het Oude Testament | 1961      | 1959               | A christian theology of the Old Testament |
| 64   | Kühn, Alfred                                                                          | Algemene zoölogie | 1961      | (1922) 1959¹³      | Grundriß der allgemeinen Zoologie [für Studierende] |
| 65   | Bruckberger, R.L.                                                                     | Amerika in beweging : de industriële en sociale revolutie van de 20ste eeuw                                                                                            | 1961      | 1958               | La République américaine |
| 66   | Klijn, dr. A.F.J.                                                                     | Inleiding tot het Nieuwe Testament | 1961      | 1961               | oorspronkelijke uitgave |
| 67   | Buytendijk, F.J.J.                                                                    | De psychologie van de roman : studies over Dostojewski | 1961²     | 1950               | |
| 68   | Luijpen, dr. W.                                                                       | Existentiële fenomenologie | 1961²     | 1959               | oorspronkelijke uitgave |
| 69   | Frankfort, Henri                                                                      | Het ontstaan van de beschaving in het Nabije Oosten | 1961      | 1951               | Birth of civilization in the Near East |
| 70   | Whitrow, G.J.                                                                         | Structuur en evolutie van het heelal | 1961      | 1959               | The structure and evolution of the universe : an introduction to cosmology                                                                                                |
| 71   | Murphy, Gardner                                                                       | De geestelijke evolutie van de mens | 1961      | 1953               | Human Potentialities |
| 72   | Blin-Stoyle, R.J., D. ter Haar, K. Menselssohn e.a.                                   | Keerpunten in de fysica | 1961      | 1959               | Turning points in physics : a series of lectures given at Oxford University in Trinity term, 1958                                                                         |
| 73   | Emmet, E.R.                                                                           | Logisch denken | 1961      | 1960               | The use of reason |
| 74   | Zbinden, Hans                                                                         | De bedreigde mens : de geestelijke en sociale situatie van deze tijd                                                                                                   | 1961      | 1959               | Der bedrohte Mensch : zur sozialen und seelischen Situation unserer Zeit                                                                                                  |
| 75   | Fruin, Robert                                                                         | Het Noorden op weg naar zelfstandigheid | 1961¹¹    | [ 71 ]             | |
| 76   | Andrade, E.N. da Costa                                                                | Grondbegrippen van de moderne fysica | 1961      | (1956) 1961³       | An Approach to Modern Physics |
| 77   | Corral, L. Diez del                                                                   | De ontvoering van Europa : een historische interpretatie van onze tijd                                                                                                 | 1961      | 1954               | El rapto de Europa. Una interpretación histórica de nuestro tiempo |
| 78   | Bochénski, J.M.                                                                       | Wijsgerige methoden in de moderne wetenschap | 1961      | 1954               | Die zeitgenössischen Denkmethoden |
| 79   | Landgrebe, Ludwig                                                                     | Moderne filosofie | 1962      | 1952               | Philosophie der Gegenwart |
| 80   | Pen, prof.dr. J.                                                                      | Het aardige van de economie | 1962      | 1962               | oorspronkelijke uitgave |
| 81   | Guardini, Romano                                                                      | De gestalte der toekomst : waarin ook opgenomen De moderne mens en het probleem van de macht                                                                           | 1962²     | 1950               | Das Ende der Neuzeit. Ein Versuch zur Orientierung. - 1951 ; Die Macht. - ; Der unvollständige Mensch und die Macht. -                                                    |
| 82   | Meer, F. van der                                                                      | Keerpunt der middeleeuwen : tussen Cluny en Sens | 1962²     | 1950               | oorspronkelijke uitgave |
| 83   | Portmann, Adolf                                                                       | Het sociale leven der dieren | 1962      | 1953               | Das Tier als soziales Wesen |
| 84   | Méautis, Georges                                                                      | Mythologie der Grieken | 1962      | 1959               | Mythologie grecque |
| 85   | Vries, Dr. J. de                                                                      | Woordenboek der Noord- en Zuidnederlandse plaatsnamen | 1962      | 1962               | oorspronkelijke uitgave |
| 86   | Mead, M.                                                                              | Seksualiteit en temperament | 1962      | (1935) 1948        | Sex and temperament in three primitive societies |
| 87   | Grant, Robert M. en David Noel Friedman                                               | Het Thomas-evangelie : vertaling en toelichting | 1962      | 1960               | The secret sayings of Jesus. With an English Translation of the Gospel of Thomas by William R. Schoedel                                                                   |
| 88   | Köhn-Behrens, Charlotte                                                               | Problemen der hedendaagse erotiek | 1962      | 1960               | Der bedrohte Eros : eine Kritik der modernen Liebe |
| 89   | Firth, Raymond                                                                        | Sociale anthropologie : een inleiding | 1962      | 1956               | Human types: an introduction to social anthropology |
| 90   | Ritter, Gerhard                                                                       | Luther in leven en werk | 1962      | (1925) 1959⁶       | Luther. Gestalt und Tat |
| 91   | Kandinsky, Wassily                                                                    | Het abstracte in de kunst | 1962      | (1912) 1959⁶       | Über das Geistige in der Kunst |
| 92   | Helwig, Paul                                                                          | Karakterologie | 1962      | (1936) 1957³       | Charakterologie |
| 93   | Vries, Dr. J. de                                                                      | Heldensagen | 1962      | 1962               | oorspronkelijke uitgave |
| 94   | Simpson, George G.                                                                    | De betekenis van de evolutie | 1962      | 1949               | The meaning of evolution : a study of the history of life and its significance for man                                                                                    |
| 95   | Kwant, prof.dr. R.C.                                                                  | De fenomenologie van Merleau-Ponty | 1962      | 1962               | oorspronkelijke uitgave |
| 96   | Dittmer, Kunz                                                                         | Algemene volkenkunde | 1962      | 1954               | Allgemeine Völkerkunde : Formen und Entwicklung der Kultur |
| 97   | Melsen, prof.dr. A.G.M.                                                               | De geschiedenis van het begrip atoom : van atomos naar atoom | 1962²     | 1949               | Van Atomos naar Atoom, de geschiedenis van het begrip atoom |
| 98   | Newton, Eric                                                                          | Beschouwingen over Europese kunst | 1962      | 1941               | European painting and sculpture |
| 99   | Hoffman, Joseph G.                                                                    | Algemene celleer : de bouwstenen van het leven | 1962      | 1957               | The life and death of cells |
| 100  | Weiler, Dr. A.G., Dr. Otto J. de Jong, Prof. Dr. L.J. Rogier, Prof. Dr. C.W. Mönnich  | Geschiedenis van de Kerk in Nederland | 1962      | 1962               | oorspronkelijke uitgave |
| 101  | Smith, F. Graham                                                                      | Radio-astronomie | 1962      | 1960               | Radio Astronomy |
| 102  | Otto, Eberhard                                                                        | Geschiedenis van Egypte | 1962      | 1953               | Ägypten : der Weg des Pharaonenreiches |
| 103  | Krüger, Gerhard                                                                       | Fundamentele problemen der hedendaagse wijsbegeerte | 1962      | 1958               | Grundfragen der Philosophie : Geschichte, Wahrheit, Wissenschaft |
| 104  | Sawyer, W.W.                                                                          | Wegwijs in de wiskunde | 1962      | 1955               | Prelude to mathematics |
| 105  | Martin, Alfred von                                                                    | De spanning tussen orde en vrijheid : sociologische kernproblemen | 1962      | 1956               | Ordnung und Freiheit. Materialien und Reflexionen zu Grundfragen des Soziallebens                                                                                         |
| 106  | Harrison, R.J.                                                                        | Het unieke van de mens : vergelijkende anatomie en fysiologie | 1962      | 1958               | Man the peculiar animal |
| 107  | Lévi-Strauss, Cl.                                                                     | Het trieste der tropen | 1962      | 1955               | Tristes tropiques |
| 108  | Ellis, Richard W.B.                                                                   | De gezondheid van het kind | 1963      | 1960               | Health in Childhood |
| 109  | Clark, Grahame                                                                        | Algemene prehistorie | 1963      | 1961               | World prehistory, an outline |
| 110  | Hadfield, J.A.                                                                        | Psychologie van de droom | 1963      | 1954               | Dreams and Nightmares |
| 111  | Flacelière, Robert                                                                    | Liefde in het oude Griekenland | 1963      | (1960) 1961        | L'amour en Grèce |
| 112  | Schmidt, F.H.                                                                         | Inleiding tot de meteorologie | 1963      | 1963               | oorspronkelijke uitgave |
| 113  | Stafford-Clark, David                                                                 | Hedendaagse psychiatrie | 1963      | 1951               | Psychiatry to-day |
| 114  | Bohm, David                                                                           | Causaliteit en waarschijnlijkheid in de moderne fysica | 1963      | 1959               | Causality and chance in modern physics |
| 115  | Mazzarino, Santo                                                                      | Het einde van de antieke wereld | 1963      | 1959               | La fine del mondo antico |
| 116  | Aron, Raymond                                                                         | De zin der geschiedenis | 1963      | 1961               | Dimensions de la conscience historique |
| 117  | Rostow, W.W.                                                                          | De vijf fasen van economische groei | 1963      | 1960               | The stages of economic growth : a non-communist manifesto |
| 118  | Beck, William S.                                                                      | Moderne biologie : ontwikkeling en vooruitzicht | 1963      | 1957               | Modern science and the nature of life |
| 119  | James, E.O.                                                                           | Godsdienst in de prehistorie | 1963      | 1957               | Prehistoric religion: a study in prehistoric archaeology |
| 120  | Brown, A.J.                                                                           | Inleiding tot de algemene economie | 1963      | 1959               | Introduction to the world economy |
| 121  | Clark, Grahame                                                                        | De vroegste geschiedenis van de samenleving : Wat de archeologie ons ervan leert                                                                                       | 1963      | 1939               | Archaeology and society |
| 122  | Heinemann, Fritz                                                                      | Filosofie op nieuwe wegen | 1963      | 1957               | Jenseits des Existentialismus |
| 123  | Hartog, prof. dr. C. den                                                              | Nieuwe voedingsleer | 1963      | 1963               | oorspronkelijke uitgave |
| 124  | Sayers, R.S.                                                                          | Het moderne bankwezen |           |                    | |
| 125  | Colmjon, Gerben                                                                       | De beweging van tachtig : een cultuurhistorische verkenning in de negentiende eeuw                                                                                     | 1963      | 1963               | oorspronkelijke uitgave |
| 126  | Bok, prof.dr. S.T.                                                                    | Het ontstaan van het leven | 1963      | 1963               | oorspronkelijke uitgave |
| 127  | Améry, Jean                                                                           | Het moderne Westen : culturele ontwikkeling na 1945. | 1963      | 1961               | Geburt der Gegenwart |
| 128  | Roest, ir. J.F.                                                                       | Algemene scheikunde | 1968³     | 1963               | |
| 129  | Geyl, prof.dr. P.                                                                     | Van Bilderdijk tot Huizinga | 1963      | 1963               | Opstellen eerder verschenen in periodieken of in bundels, 1912-1961 |
| 130  | Silk, Leonard S.                                                                      | De revolutie van de research | 1963      | 1960               | The research revolution |
| 131  | Kwant, prof.dr. R.C.                                                                  | Fenomenologie van de taal | 1963      | 1963               | oorspronkelijke uitgave |
| 132  | Bally, Gustav (m.m.v. Ambros Uchtenhagen)                                             | De psychoanalyse van Sigmund Freud | 1963      | 1961               | Einführung in die Psychoanalyse Sigmund Freuds : Mit Originaltexten Freuds                                                                                                |
| 133  | Jones, G.O., J. Rotblat en G. J. Whitrow                                              | Van atoom tot heelal : de structuur van de stof in al haar geledingen                                                                                                  | 1963³     | 1956               | Atoms and the universe : an account of modern views on the structure of matter and the universe                                                                           |
| 134  | Power, Eileen                                                                         | Het dagelijks leven in de middeleeuwen | 1963      | 1924               | Medieval people |
| 135  | Waddington, C.H.                                                                      | Evolutie en ethiek | 1963      | 1960               | The ethical animal |
| 136  | Baudet, E.H.P., E.W. Beth, P. Braffort e.a.                                           | Mens en computer : automatie, industriële en culturele revolutie | 1963      | 1963               | oorspronkelijke uitgave |
| 137  | Emery, Walter B.                                                                      | Het oudste Egypte | 1963      | 1961               | Archaic Egypt |
| 138  | Kwant, prof.dr. R.C.                                                                  | Sociale filosofie | 1963      | 1963               | oorspronkelijke uitgave |
| 139  | Wright Mills, C.                                                                      | De sociologische visie | 1963      | 1959               | The Sociological Imagination. |
| 140  | Palmer, L.R.                                                                          | De Aegeïsche wereld | 1963      | 1961               | Mycenaeans and Minoans |
| 141  | Fearnside, W. Ward en William B. Holther                                              | Drogreden of argument | 1963      | 1959               | Fallacy, the counterfeit of argument |
| 142  | Murphy, Gardner                                                                       | Parapsychologie | 1963      | 1961               | Challenge of psychical research |
| 143  | Gibbs, F.W.                                                                           | Moderne organische chemie | 1963      | 1961               | Organic chemistry today |
| 144  | Nolthenius, Hélène                                                                    | Duecento : zwerftocht door Italië's late middeleeuwen | 1964⁵     | 1951               | |
| 145  | Lepp, Ignace                                                                          | Psychoanalyse van het moderne | 1964      | 1961               | Psychanalyse de l'athéisme moderne |
| 146  | Casson, Lionel                                                                        | Scheepvaart in de oudheid | 1964      | 1959               | The ancient mariners |
| 147  | Behrendt, Richard F.                                                                  | De mens en zijn toekomst : Een sociologische analyse | 1964      | 1962               | Der Mensch im Licht der Soziologie : Versuch e. Besinnung auf Dauerndes u. Wandelbares im gesellschaftl. Verhalten                                                        |
| 148  | Steinbuch, Karl                                                                       | Menselijk en machinaal denken | 1964      | 1961               | Automat und Mensch : Über menschliche u. maschinelle Intelligenz |
| 149  | Marcuse, F.L.                                                                         | Hypnose, waarheid en verzinsel | 1964      | 1959               | Hypnosis : fact and fiction |
| 150  | Madariaga, Salvador de                                                                | Portret van Europa | 1964      | 1952               | Portrait of Europe |
| 151  | Neill, Stephen (red.)                                                                 | Het christendom in de 20ste eeuw | 1964      | 1962               | Twentieth century Christianity |
| 152  | Grimal, Pierre                                                                        | Het klassieke Italië | 1964      | 1961               | A la recherche de l'Italie antique |
| 153  | Grossouw, prof.dr. W.K.                                                               | Bijbelse vroomheid : beschouwingen over de spiritualiteit van het Nieuwe Testament                                                                                     | 1964⁶     | 1954               | |
| 154  | Veldkamp, dr. G.M.J.                                                                  | Sociaal palet : in het spanningsveld van economische en sociale politiek                                                                                               | 1964      | 1964               | oorspronkelijke uitgave |
| 155  | Read, Herbert                                                                         | Brief aan een jong schilder | 1964      | 1962               | A letter to a young painter |
| 156  | Montagu, Ashley                                                                       | Erfelijkheid van de mens | 1964      | 1959               | Human heredity |
| 157  | Epstein, Isidore                                                                      | Geschiedenis van het jodendom | 1964      | 1959               | Judaism : a historical presentation |
| 158  | Tans, Prof.dr. J., H. Wielek, R. L. Drain e.a.                                        | Buitenlandse letterkunde na 1945 | 1964      | 1964               | oorspronkelijke uitgave |
| 159  | Galbraith, John Kenneth                                                               | Politieke economie | 1964      | 1960               | The Liberal Hour |
| 160  | Melsen, prof.dr. A.G.M.                                                               | Evolutie en wijsbegeerte | 1964      | 1964               | oorspronkelijke uitgave |
| 161  | Rostovtzeff, M.                                                                       | De oude wereld : Het Nabije Oosten en Griekenland | 1964      | 1926               | A History of the Ancient World / Volume I : The Orient and Greece |
| 162  | Rostovtzeff, M.                                                                       | De oude wereld: Rome | 1968      | 1927               | A History of the Ancient World / Volume II : Rome |
| 163  | Drijvers, P.                                                                          | Over de Psalmen : een inleiding tot hun betekenis en geest | 1964⁵     | 1956               | |
| 164  | Carp, prof.dr. E.A.D.E.                                                               | De dubbelganger | 1964      | 1964               | oorspronkelijke uitgave |
| 165  | Sciama, D.W.                                                                          | De eenheid van het heelal | 1964      | (1959) 1961        | The unity of the universe |
| 166  | Genicot, Léopold                                                                      | Cultuurgeschiedenis der Middeleeuwen | 1964      | 1962               | Les lignes de faîte du Moyen Âge |
| 167  | Rush, J.H.                                                                            | De oorsprong van het leven | 1964      | 1957               | The dawn of life |
| 168  | Cary, M. en T.J. Haarhoff                                                             | Leven en denken in de klassieke wereld | 1964      | 1959               | Life and thought in the Greek and Roman world |
| 169  | Narr, Karl J.                                                                         | Prehistorie der beschaving | 1964      | 1961               | Urgeschichte der Kultur |
| 170  | Wemelsfelder, J. e.a.                                                                 | Geld : aspecten van het gebruik, het najagen en verspillen | 1964      | 1964               | oorspronkelijke uitgave |
| 171  | Mead, M.                                                                              | Natuurvolk en westerse beschaving : een etnologisch-pedagogische studie                                                                                                | 1964      | 1962               | Growing up in New Guinea |
| 172  | Harris, R.J.C.                                                                        | Kanker | 1964      | 1962               | Cancer : the nature of the problem |
| 173  | Kenyon, Kathleen M.                                                                   | Archeologie in het Heilige Land | 1964      | 1960               | Archaeology in the Holy Land |
| 174  | Bakker, dr. R.                                                                        | De geschiedenis van het fenomenologisch denken | 1964      | 1964               | oorspronkelijke uitgave |
| 175  | Buytendijk, F.J.                                                                      | Algemene theorie der menselijke houding en beweging : als verbinding en tegenstelling van de fysiologische en de psychologische beschouwing                            | 1964³     | 1948               | |
| 176  | Schaar, J. van der                                                                    | Woordenboek van voornamen : inventarisatie van de doop- en roepnamen met hun etymologie                                                                                | 1964      | 1964               | oorspronkelijke uitgave |
| 177  | Kramer, Edna E.                                                                       | Wiskunde : mogelijkheden voor de moderne wetenschappen | 1964      |                    | |
| 178  | Steigenga, W.                                                                         | Moderne planologie | 1964      | 1964               | oorspronkelijke uitgave |
| 179  | Huisman, Denis                                                                        | Esthetica | 1964      | 1961               | L'esthétique |
| 180  | Neill, Stephen                                                                        | De wereldreligies : Vergelijkende studie van het christendom temidden van de voornaamste levensbeschouwingen                                                           | 1964      | 1961               | Christian faith and other faiths : the Christian dialogue with other religions                                                                                            |
| 181  | Erikson, Erik H.                                                                      | Het kind en de samenleving | 1964      | 1950               | Childhood and society |
| 182  | Arambourg, Camille                                                                    | Het ontstaan van de mensheid | 1964      | 1942               | La Genèse de l'Humanité |
| 183  | Massey, Sir Harrie                                                                    | Het nieuwe tijdperk der fysica | 1964      | 1960               | The New Age In Physics |
| 184  | Hidding, prof.dr. K.A.H.                                                              | De evolutie van het godsdienstig bewustzijn | 1965      | 1965               | oorspronkelijke uitgave |
| 185  | Ogilvy, G. Stanley                                                                    | De wiskunde van morgen | 1965      | 1962               | Tomorrow's math : unsolved problems for the amateur |
| 186  | Birnie, Arthur                                                                        | Economische geschiedenis van Europa 1760-1939 | 1965      | 1930               | An Economic History of Europe, 1760-1930 |
| 187  | Bettelheim, Bruno                                                                     | Massificatie en zelfbehoud | 1965      | 1960               | The informed heart : autonomy in a mass age |
| 188  | Pask, Gordon                                                                          | Inleiding tot de cybernetica | 1965      | 1961               | An approach to cybernetics |
| 189  | Gelder, dr. H.A. Enno van                                                             | Cultuurgeschiedenis van Nederland in vogelvlucht | 1965      | 1965               | oorspronkelijke uitgave |
| 190  | Worringer, Wilhelm                                                                    | Esthetica en kunst : een bijdrage tot de stijlpsychologie | 1965      | (1907) 1948        | Abstraktion und Einfühlung [Ein Beitrag zur Stilpsychologie] |
| 191  | Shapiro, H.L. e.a.                                                                    | Culturele antropologie | 1965      | 1960               | Man, Culture and Society |
| 192  | Balint, Michael                                                                       | De dokter, de patiënt, de ziekte | 1965      | 1957               | The doctor, his patient, and the illness |
| 193  | Castle, E.B.                                                                          | De opvoeding in de klassieke oudheid | 1965      | 1961               | Ancient education and today |
| 194  | Langer, Susanne K.                                                                    | Filosofische vernieuwing : een studie over symboliek | 1965      | (1942) 1960        | Philosophy in a New Key : A Study in the Symbolism of Reason, Rite, and Art                                                                                               |
| 195  | Struik, prof.dr. D.J.                                                                 | Geschiedenis van de wiskunde | 1965      | 1948               | Concise history of mathematics |
| 196  | Knowles, David                                                                        | Heiligen en geleerden : vijfentwintig portretten | 1965      | 1962               | Saints and Scholars : Twenty-Five Medieval Portraits |
| 197  | Blumenberg, Werner                                                                    | Het leven van Karl Marx | 1965      | 1962               | Karl Marx in Selbstzeugnissen und Bilddokumenten |
| 198  | Fourastié, Jean                                                                       | Moderne techniek en economische ontwikkeling | 1965      | 1949               | Le grand espoir du XXe siècle |
| 199  | Verdoorn, dr. J.A.                                                                    | Volksgezondheid en sociale ontwikkeling : beschouwingen over het gezondheidswezen te Amsterdam in de 19e eeuw                                                          | 1965      | 1965               | oorspronkelijke uitgave |
| 200  | Plessner, Helmuth                                                                     | Lachen en wenen : een onderzoek naar de grenzen van het menselijk gedrag                                                                                               | 1965      | (1941) 1961³       | Lachen und Weinen : Eine Untersuchung nach den Grenzen menschlichen Verhaltens                                                                                            |
| 201  | Lankester Harding G.                                                                  | Archeologie in Jordanië | 1965      | 1959               | The antiquities of Jordan |
| 202  | Zweig, Ferdynand                                                                      | De werkers van de welvaartsstaat | 1965      | 1961               | The Worker in an Affluent Society |
| 203  | Lavelle, Louis                                                                        | De eenzelvige mens : hedendaagse wijsgerige bespiegeling | 1965      | 1939               | L'erreur de Narcisse |
| 204  | Buytendijk, prof. dr. F.J.                                                            | Prolegomena van een antropologische fysiologie | 1965      | 1965               | oorspronkelijke uitgave |
| 205  | Morin, Edgar                                                                          | De culturele industrie | 1965      | 1962               | L'esprit du temps |
| 206  | Fougeyrollas, Pierre                                                                  | Het marxisme in discussie | 1965      | 1959               | Le Marxisme en question |
| 207  | Klijn, dr. A.F.J.                                                                     | De wordingsgeschiedenis van het Nieuwe Testament | 1965      | 1961               | Nieuwe bewerking van: Inleiding tot het Nieuwe Testament (Aula-boeken ; 66)                                                                                               |
| 208  | Whitrow, G.J.                                                                         | Het tijdsbegrip in de moderne wetenschap | 1965      | (1960) 1961        | The natural philosophy of time |
| 209  | Mead, Margaret                                                                        | De groei naar volwassenheid op Samoa | 1965      | (1928) 1961        | Coming of age in Samoa: a psychological study of primitive youth for western civilisation                                                                                 |
| 210  | Baar, drs. A.H. van den                                                               | Russisch-Nederlands woordenboek | 1965      |                    | |
| 211  | Cohen, John                                                                           | Kans, kunde en geluk : de psychologie van het gissen en gokken | 1965      | 1960               | Chance, skill and luck : the psychology of guessing and gambling |
| 212  | Barrett, William                                                                      | Existentialisme | 1965      | 1958               | Irrational man : a study in existential philosophy |
| 213  | Gelder, Dr. H. Enno van                                                               | De Nederlandse munten | 1965      | 1965               | oorspronkelijke uitgave |
| 214  | König, René                                                                           | Sociologie van de mode | 1965      | 1958               | Die Mode in der menschlichen Gesellschaft |
| 215  | Nove, Alec                                                                            | De Sovjet-economie | 1965      | 1961               | The Soviet economy |
| 216  | Brown, J.A.C.                                                                         | Psychologie van de beïnvloeding : van propaganda tot hersenspoeling | 1965      | 1963               | Techniques of Persuasion : From propaganda to brainwashing |
| 217  | Dobzhansky, Theodosius                                                                | De biologische en culturele evolutie | 1965      | 1962               | Mankind evolving |
| 218  | Wach, Joachim                                                                         | Vergelijkende godsdienstwetenschap | 1965      | 1958               | The comparative study of religions |
| 219  | Veldkamp, J.                                                                          | Geofysica | 1965      | 1965               | oorspronkelijke uitgave |
| 220  | Roscam Abbing, P.J.                                                                   | Beroepsethiek | 1965      | 1965               | oorspronkelijke uitgave |
| 221  | Jackson, Francis en Patrick Moore                                                     | Leven in het heelal | 1965      | 1962               | Life in the universe |
| 222  | Vischer, A.L.                                                                         | Gerontologie : psychologische benadering van de ouder wordende mens | 1965      | (1949) 1961²       | Seelische Wandlungen beim alternden Menschen |
| 223  | Lauterbach, Albert                                                                    | Kapitalisme contra socialisme : een tegenstelling in woord of werkelijkheid?                                                                                           | 1965      | 1963               | Kapitalismus und Sozialismus in neuer Sicht |
| 224  | Isaacs, Alan                                                                          | Inleiding tot de natuurwetenschappen | 1965      | 1963               | Introducing science |
| 225  | Arendt, Hannah                                                                        | De revolutie : macht en onmacht van een modern politiek verschijnsel                                                                                                   | 1965      | 1963               | On Revolution |
| 226  | Whitehead, A.N.                                                                       | Wiskunde, basis van het exacte denken | 1965      | 1911               | An Introduction to Mathematics |
| 227  | Kühn, Alfred                                                                          | Inleiding tot de erfelijkheidsleer | 1965      | 1965               | Grundriss der Vererbungslehre |
| 228  | Ven, dr. F.J.H.M. van der                                                             | Geschiedenis van de arbeid / 1 : Oudheid en vroege middeleeuwen | 1965      | 1965               | oorspronkelijke uitgave |
| 229  | Heimsoeth, Heinz                                                                      | De oorsprong van de westerse metafysica | 1965      | 1968               | Die sechs großen Themen der abendländischen Metaphysik und der Ausgang des Mittelalters                                                                                   |
| 230  | Durrell, Cl. V.                                                                       | De relativiteitstheorie |           |                    | |
| 231  | Fleming, C.M.                                                                         | Adolescentie | 1965      | 1948 (1963)        | Adolescence : its social psychology |
| 232  | Galbraith, J.K.                                                                       | Kapitalisme en welvaart |           |                    | |
| 233  | Reid, Leslie                                                                          | Ecologie | 1965      | 1958               | Earth's company |
| 234  | Keesing, Felix M.                                                                     | Inleiding tot de culturele antropologie | 1965      | 1958               | Cultural anthropology |
| 235  | Kunkel, Wolfgang                                                                      | Geschiedenis van het Romeinse recht | 1965      | (1947) 1964⁴       | Römische Rechtsgeschichte : Eine Einführung |
| 236  | Brophy, John                                                                          | Fysionomie | 1966      | 1962               | The human face reconsidered |
| 237  | Tucker, Robert C.                                                                     | Karl Marx : zijn filosofie en de mythe | 1966      | 1961               | Philosophy and myth in Karl Marx |
| 238  | Rhodes, F.H.T.                                                                        | De ontwikkeling van het leven op aarde | 1966      | 1962               | The evolution of life |
| 239  | De Sélincourt, Aubrey                                                                 | De wereld van Herodotus | 1966      | 1962               | The world of Herodotus |
| 240  | Heilbroner, R.L.                                                                      | Economische ontwikkeling : een internationale strijd | 1966      | 1963               | The great ascent : the struggle for economic development in our time |
| 241  | Jones, Howard                                                                         | Alcoholisme | 1966      | 1963               | Alcoholic addiction : a psycho-social approach to abnormal drinking |
| 242  | Wörner, Karl H.                                                                       | Hedendaagse muziek in de Westerse wereld | 1966      | (1954) 1956²       | Neue Musik in der Entscheidung |
| 243  | Baldwin, Ernest                                                                       | Inleiding tot de biochemie | 1966      | 1962               | The nature of biochemistry |
| 244  | Parreren, C. F. van, J. Peeck en E. Velema                                            | Effectief studeren | 1966      | 1966               | oorspronkelijke uitgave |
| 245  | Bohr, Niels                                                                           | Atoomenergie en natuurbeschrijving | 1966      | (1934) 1961        | Atomic theory and the description of nature / I : Four essays : with an introductory survey                                                                               |
| 246  | Gordon, Cyrus H.                                                                      | Vóór de Bijbel : het gemeenschappelijk verleden van de Griekse en de Hebreeuwse beschaving                                                                             | 1966      | 1962               | Before the Bible : the common background of Greek and Hebrew civilisations                                                                                                |
| 247  | Presthus, Robert                                                                      | Op weg naar een maatschappij van organisaties |           |                    | |
| 248  | Foster, G.M.                                                                          | Oude culturen in een technische wereld | 1966      | 1962               | Traditional cultures: and the impact of technological change |
| 249  | Goddijn, dr. H. en dr. W. Goddijn                                                     | Sociologie van kerk en godsdienst | 1966      | 1966               | oorspronkelijke uitgave |
| 250  | Alberda, dr. Th. e.a.                                                                 | De groene aarde : biologie en ecologie van de plant | 1966      | 1966               | oorspronkelijke uitgave |
| 251  | Bea, Augustinus kardinaal                                                             | Eenheid in vrijheid | 1966      | 1964               | Unity in freedom : reflections on the human family |
| 252  | Vernon, M.D.                                                                          | De psychologie van het zien | 1966      | (1962) 1965        | The psychology of perception |
| 253  | div.                                                                                  | De sociale wetenschappen, vanwaar en |           |                    | |
| 254  | Kochan, Lionel                                                                        | Het ontstaan van het moderne Rusland | 1966      | (1962) 1963        | The making of modern Russia |
| 255  | Heilbroner, Robert L.                                                                 | De wording van de economische samenleving | 1966      | 1964               | The making of economic society |
| 256  | Lersch, Philipp                                                                       | Algemene psychologie | 1966      | (1951⁴) 1962⁸      | Aufbau der Person |
| 257  | Blake, Peter                                                                          | Le Corbusier | 1966      | 1960               | Le Corbusier : architecture and form |
| 258  | Vialatoux, J.                                                                         | Sociologie van de arbeid | 1966      | (1953) 1962        | Signification humaine du travail |
| 259  | Allison, A.C. (red.)                                                                  | Recente ontwikkelingen in de natuurwetenschappen | 1966      | 1966               | Penguin science survey 1966-B |
| 260  | Gooch, G.P.                                                                           | Frederik de Grote | 1966      | (1947) 1962        | Frederick the Great : the ruler, the writer, the man |
| 261  | Jaspers, Karl                                                                         | Leonardo en Nietzsche | 1966      | 1952 / 1958        | "Lionardo als Philosoph", uit: Philosophie und Welt, hoofdstuk V, München : Piper, 1958. Nietzsche und das Christentum. - München : Piper, 1952                           |
| 262  | Risler, Jacques C.                                                                    | Geschiedenis van de Arabische cultuur | 1966      | 1955               | La civilisation arabe : les fondements, son apogée, son influence sur la civilisation occidentale, le déclin, le réveil et l'évolution de l'Islam                         |
| 263  | Crespy, Georges                                                                       | Het theologisch denken van Teilhard de Chardin | 1966      | 1961               | La pensée théologique de Teilhard de Chardin |
| 264  | Raju, P.T.                                                                            | Oosterse en Westerse wijsbegeerte | 1966      | 1962               | Introduction to comparative philosophy |
| 265  | Havemann, Robert                                                                      | Dialectiek zonder dogma : natuurwetenschap contra communistische ideologie                                                                                             | 1966      | 1964               | Dialektik ohne Dogma? Naturwissenschaft und Weltanschauung |
| 266  | George, Pierre                                                                        | Geografie van de grootstad : het probleem van de moderne urbanisatie                                                                                                   | 1966      | (1961) 1964        | Précis de géographie urbaine |
| 267  | Afzelius, Björn                                                                       | Biologie van de cel |           |                    | |
| 268  | Kuhl, Curt                                                                            | Inleiding tot het Oude Testament | 1966      | 1953               | Die Entstehung des Alten Testaments |
| 269  | Cole, G.D.H.                                                                          | Economische geschiedenis, 1750-1950 | 1966      | (1952) 1960        | Introduction to economic history, 1750-1950 |
| 270  | Lützeler, Heinrich                                                                    | De kunst : handleiding tot beter kunstbegrip | 1966      | 1938               | Führer zur Kunst |
| 271  | Goodstein, R.L.                                                                       | Grondbegrippen van de wiskunde | 1966      | 1962               | Fundamental concepts of mathematics |
| 272  | Sauvy, Alfred                                                                         | Het probleem van de overbevolking | 1966      | 1963               | Malthus et les deux Marx : le problème de la faim et de la guerre dans le monde                                                                                           |
| 273  | Kluckhohn, Clyde                                                                      | Antropologie en moderne samenleving | 1966      | 1949               | Mirror for man : the relation of anthropology to modern life |
| 274  | Ayer, A.J.                                                                            | Over de persoonlijkheid : wijsgerige opstellen | 1966      | 1963               | The concept of a person : and other essays |
| 275  | Pierce, J.R.                                                                          | Symbolen en signalen : aard en werking van de communicatie | 1966      | 1961               | Symbols, signals and noise |
| 276  | Waddell, Helen                                                                        | Vaganten in de Middeleeuwen | 1966      | (1927) 1952        | The wandering scholars |
| 277  | Goudge, T.A.                                                                          | De wijsgerige aspecten van de evolutie | 1966      | 1961               | The ascent of life : a philosophical study of the theory of evolution |
| 278  | Homans, George C.                                                                     | Individu en gemeenschap : menselijk gedrag in groepsverband | 1966      | (1950) 1961        | The human group |
| 279  | Richardson, Alan                                                                      | Bijbel en moderne wetenschap | 1966      | 1961               | The Bible in the age of science |
| 280  | Smith, C.U.M.                                                                         | Moleculaire biologie | 1966      | 1964               | The architecture of the body |
| 281  | Schoeps, Hans-Joachim                                                                 | Over de mens : beschouwingen van de moderne filosofen | 1966      | 1960               | Was ist der Mensch? : Philosophische Anthropologie als Geistesgeschichte der neuesten Zeit                                                                                |
| 282  | Pedoe, Dan                                                                            | De speelse wiskunde | 1966      | 1958               | The gentle art of mathematics |
| 283  | Einzig, Paul                                                                          | Monetaire politiek |           |                    | |
| 284  | Benz, Ernst                                                                           | De Oosters-orthodoxe Kerk | 1966      | 1957               | Geist und Leben der Ostkirche |
| 285  | Wooldridge, Dean E.                                                                   | Het zenuwstelsel : structuur en functie | 1966      | 1963               | The machinery of the brain |
| 286  | Carp, E.A.D.E.                                                                        | Angst en vrees | 1966      | 1966               | oorspronkelijke uitgave |
| 287  | Wright, R.H.                                                                          | De reuk : het zintuig met onvermoede eigenschappen en mogelijkheden | 1966      | 1964               | The science of smell |
| 288  | Spinks, G. Stephens                                                                   | Psychologie en godsdienst | 1966      | 1963               | Psychology and religion : an introduction to contemporary views |
| 289  | Waddington, C.H.                                                                      | Het leven : een biologisch-filosofische benadering | 1966      | 1961               | The nature of life |
| 290  | D'Arcy, M.C.                                                                          | Visie op het wereldgebeuren | 1966      | 1959               | The sense of history : secular and sacred |
| 291  | Koeck, Wolfgang                                                                       | De nood van de overvloed : het leven in een technisch-industrieële wereld                                                                                              | 1966      | 1962               | Existenzfragen der Industriegesellschaft : Gefahren und Chancen des technischen Fortschritts                                                                              |
| 292  | Mueller, Fernand-Lucien                                                               | De hedendaagse psychologie | 1966      | 1963               | La psychologié contemporaine |
| 293  | Sinnott, Edmund W.                                                                    | Morfogenese : het ontstaan van vormen in de natuur | 1966      | 1963               | The problem of organic form |
| 294  | Kristensen, W.B.                                                                      | Godsdiensten in de oude wereld | 1966²     | 1947               | Verzamelde bijdragen tot kennis der antieke godsdiensten [vert. uit het Noors]                                                                                            |
| 295  | Adler, Irving                                                                         | Waarschijnlijkheidsrekening en statistiek | 1966      | 1963               | Probability and statistics for everyman : how to understand and use the laws of chance                                                                                    |
| 296  | Lea, Henry Charles                                                                    | De inquisitie in de middeleeuwen | 1966      | 1887               | A history of the inquisition of the Middle Ages, Dl. 1, hfst. 7 t/m 14.                                                                                                   |
| 297  | Behrendt, R.F.                                                                        | Empirie of visie : een tijdkritische sociologie | 1966      | 1963               | Dynamische Gesellschaft : über die Gestaltbarkeit der Zukunft |
| 298  | Einzig, Paul                                                                          | Geschiedenis van het internationale betalingsverkeer | 1966      | 1962               | The History of Foreign Exchange |
| 299  | Moule, C.F.D.                                                                         | Het Nieuwe Testament in de oude Kerk | 1966      | 1962               | The Birth of the New Testament |
| 300  | Landmann, Michael                                                                     | Filosofische antropologie | 1966      | (1955) 1964        | Philosophische Anthropologie. Menschliche Selbstdeutung in Geschichte und Gegenwart                                                                                       |
| 301  | Boardman, John                                                                        | Kooplieden, soldaten, geleerden : de Grieken veroveren de wereld | 1966      | 1964               | The Greeks Overseas |
| 302  | King, C.A.N.                                                                          | Oceanografie | 1966      | 1962               | Oceanography for geographers |
| 303  | Jankélévitch, Vladimir                                                                | De beleving van de tijd : avontuur, verveling, ernst | 1966      | 1963               | L'aventure, l'ennui, le sérieux |
| 304  | Bohr, Niels                                                                           | Atoomfysica en menselijke kennis | 1967      | 1958               | Atomic physics and human knowledge |
| 305  | Becker, Ernest                                                                        | Vorming en misvorming van de persoonlijkheid : een antropologische en psychiatrische visie                                                                             | 1967      | 1962               | The birth and death of meaning : an interdisciplinary perspective on the problem of man                                                                                   |
| 306  | Bueren, prof.dr. H.G. van e.a.; F.R. Diemont (red.)                                   | Waarneming in de verschillende wetenschappen | 1967      | 1967               | oorspronkelijke uitgave [Natuur- en Geneeskundig Congres (39 ; 1965 ; Eindhoven)]                                                                                         |
| 307  | Fiennes, Richard                                                                      | Ziekten en moderne leefgewoonten | 1967      | 1964               | Man, nature and disease |
| 308  | Dollinger, Philippe                                                                   | De Hanze : opkomst, bloei en ondergang van een handelsverbond | 1967      | 1964               | La Hanse (XIIe-XVIIe siècles) |
| 309  | Peursen, C.A. van                                                                     | Fenomenologie en werkelijkheid | 1967      | 1967               | oorspronkelijke uitgave |
| 310  | Kuznecov, B.G.                                                                        | Gesprekken over de relativiteitstheorie | 1967      | (1960) 1963        | Беседы о теории относительности (Besedy o teorii otnositel'nosti) |
| 311  | Baldwin, Ernest                                                                       | Vergelijkende biochemie | 1967      | (1937) 1964⁴       | An introduction to comparative biochemistry |
| 312  | Leff, Gordon                                                                          | Middeleeuwse wijsbegeerte | 1967      | 1958               | Medieval thought : St. Augustine to Ockham |
| 313  | Sears, Paul B.                                                                        | Leven en samenleven in de natuur : een inleiding tot de ecologie | 1967      | 1939               | Life and Environment |
| 314  | Read, Herbert                                                                         | De kunst in haar educatieve functie | 1967      | (1943) 1958²       | Education through art (2nd ed.) |
| 315  | Bruce, F.F.                                                                           | Geschiedenis van het oude Israël | 1967      | 1963               | Israel and the Nations : from the Exodus to the fall of the Second Temple                                                                                                 |
| 316  | Singh, Jagjit                                                                         | Moderne kosmologie | 1967      | 1961               | Great ideas and theories of modern cosmology |
| 317  | Zahrnt, Heinz                                                                         | Bijbelkritiek en geloof : de historiciteit van de Evangeliën | 1967      | 1960               | Es begann mit Jesus von Nazareth : die Frage nach dem historischen Jesus                                                                                                  |
| 318  | Katona, George                                                                        | Massaconsumptie : de psychologie van de verbruiker | 1967      | 1964               | The mass consumption society |
| 319  | Thorpe, W.H.                                                                          | Biologie en het wezen van de mens | 1967      | 1962               | Biology and nature of man (Riddell Memorial Lecture) |
| 320  | Peters, prof.dr. J.                                                                   | Metaphysica : een systematisch overzicht | 1967²     | 1967               | oorspronkelijke uitgave |
| 321  | Suggs, Robert C.                                                                      | Culturen van Polynesië | 1967      | 1960               | The island civilizations of Polynesia |
| 322  | Duinkerken, Anton v                                                                   | Gorter, Marsman, Ter Braak |           |                    | |
| 323  | Delfgaauw, prof.dr. B., dr. C.W. Drooger e.a.                                         | Evolutie en de filosofie, de biologie, de kosmos | 1967      | 1967               | oorspronkelijke uitgave |
| 324  | Jaspers, Karl                                                                         | Kant | 1967      | 1957               | Die großen Philosophen [uittreksel] |
| 325  | Thorn, John, Roger Lockyer en David Smith                                             | Engeland : de geschiedenis van een wereldrijk | 1967      | 1961               | A history of England |
| 326  | Schadé, J.P.                                                                          | De functie van het zenuwstelsel | 1967      | 1967               | oorspronkelijke uitgave |
| 327  | Plügge, Herbert                                                                       | Behagen en onbehagen : Bijdrage tot een medische antropologie | 1967      | 1962               | Wohlbefinden und Mißbefinden : Beiträge zu einer medizinischen Anthropologie                                                                                              |
| 328  | McCord, James R.e.a                                                                   | Inleiding tot de waarschijnlijkheidsleer |           |                    | |
| 329  | Eichhorn, Werner                                                                      | Cultuurgeschiedenis van China | 1967      | 1964               | Kulturgeschichte Chinas |
| 330  | Luijpen, dr. W.                                                                       | Fenomenologie en atheïsme | 1967²     | 1963               | |
| 331  | Newman, James R. (red.)                                                               | Wat is wetenschap? : twaalf vooraanstaande geleerden geven hun visie                                                                                                   | 1967      | 1955               | What Is Science? : twelve eminent scientists and philosophers explain their various fields to the layman                                                                  |
| 332  | Lipson, Leslie                                                                        | De grondslagen van de politieke wetenschap | 1967      | (1954) 1965        | The great issues of politics : an introduction to political science |
| 333  | Ellis Davidson, H.R.                                                                  | Goden en mythen van Noord-Europa | 1967      | 1964               | Gods and myths of Northern Europe |
| 334  | Pen, prof.dr. J.                                                                      | Economische actualiteiten | 1967      | 1967               | oorspronkelijke uitgave |
| 335  | Gardet, Louis                                                                         | De islam : godsdienst en gemeenschap | 1967      | 1958               | Connaître l'islam |
| 336  | Heinemann, Fritz                                                                      | Existentiefilosofie : levend of dood? | 1967      | (1954) 1963³       | Existenzphilosophie, lebendig oder tot? |
| 337  | Furon, Raymond                                                                        | Watervoorziening als wereldprobleem | 1967      | 1963               | Le problème de l'eau dans le monde |
| 338  | Davenson, Henri                                                                       | De troubadours | 1967      | 1961               | Les troubadours |
| 339  | Stemerding, A.H.S.                                                                    | Vorming, voorlichting en beïnvloeding in de moderne maatschappij | 1967      | 1967               | oorspronkelijke uitgave |
| 340  | Ven, dr. F.J.H.M. van der                                                             | Geschiedenis van de arbeid / 2 : Hoge middeleeuwen en nieuwe tijd | 1967      | 1967               | oorspronkelijke uitgave |
| 341  | Dobinson, C.H.                                                                        | Kernenergie, nuttig en gevaarlijk |           |                    | |
| 342  | Bouquet, A.C.                                                                         | Grote religies : vergelijking en waardering | 1967      | 1941               | Comparative religion : a short outline 1953⁴ |
| 343  | Menninger, Karl, Martin Mayman en Paul Pruyser                                        | Het leven in balans : een nieuwe psychiatrische zienswijze | 1967      | (1963) 1964        | The vital balance : the life process in mental health and illness |
| 344  | Sherrington, Charles                                                                  | De mens en zijn natuur : de filosofische visie van een neuro-fysioloog                                                                                                 | 1967      | (1940) (1951) 1963 | Man on his nature |
| 345  | Albinsky, M.                                                                          | Survey-research : een methode van sociaal-wetenschappelijk onderzoek                                                                                                   | 1967      | 1967               | |
| 346  | Chailley, Jacques                                                                     | 40.000 jaar muziek | 1967      | 1961               | 40000 ans de musique : l'homme à la découverte de la musique |
| 347  | Froe, A. de, Anton Quispel, Franciscus Tellegen e.a.                                  | Filosofische oriëntering in de natuurwetenschappen | 1967      | 1967               | oorspronkelijke uitgave |
| 348  | Daniel, Glyn                                                                          | Megalithische culturen van West-Europa | 1967      | (1958) 1963        | The megalith builders of Western Europe |
| 349  | Daalen, drs. P. van                                                                   | Wij Nederlanders : een sociologische verkenning | 1967      | 1967               | oorspronkelijke uitgave |
| 350  | Samuelson, Paul A.                                                                    | Handboek van de economie / 1 | 1968      | (1948) 1967        | Economics : an introductory analysis |
| 351  | Samuelson, Paul A.                                                                    | Handboek van de economie / 2 | 1968      | (1948) 1967        | Economics : an introductory analysis |
| 352  | Booy, prof.dr. H.L. e.a. ; F.R. Diemont (red.) ; Natuur- en Geneeskundig Congres (40) | Ruimtevaart en wetenschap | 1968      | 1968               | (Voordrachten gehouden op het 40e Natuur- en Geneeskundig Congres) |
| 353  | Neill, Stephen                                                                        | De interpretatie van het Nieuwe Testament | 1968      | 1964               | The interpretation of the New Testament : 1861-1986 |
| 354  | Jones, Howard                                                                         | Misdaad in een veranderde samenleving |           |                    | |
| 355  | Hamburg, Otto                                                                         | Muziekgeschiedenis in voorbeelden : van de Griekse oudheid tot Bach | 1968      | 1968               | oorspronkelijke uitgave |
| 356  | Peursen, C.A. van, C.P. Bertels en D. Nauta                                           | Informatie : een interdisciplinaire studie | 1968      | 1968               | oorspronkelijke uitgave |
| 357  | Newbigin, Lesslie                                                                     | Godsdienst in een geseculariseerde wereld | 1968      | 1966               | Honest religion for secular man |
| 358  | Simpson, George Gaylord                                                               | Het wereldbeeld van een evolutionist | 1968      | 1964               | This view of life : the world of an evolutionist |
| 359  | Sneller, prof.dr. Z.W.                                                                | Bijdragen tot de economische geschiedenis | 1968      | 1968               | oorspronkelijke uitgave |
| 360  | Lantéri-Laura, Georges                                                                | Fenomenologie en psychiatrie | 1968      | 1963               | La psychiatrie phénoménologique : fondements philosophiques |
| 361  | Gurvitch, Georges (red.)                                                              | Handboek van de sociologie / 1 | 1968      | (1957) 1967³       | Traité de sociologie / I |
| 362  | Gurvitch, Georges (red.)                                                              | Handboek van de sociologie / 2 | 1968      | (1957) 1967³       | Traité de sociologie / I |
| 363  | Gurvitch, Georges (red.)                                                              | Handboek van de Sociologie / 3 | 1968      | (1960) 1968³       | Traité de sociologie / II |
| 364  | Gurvitch, Georges (red.)                                                              | Handboek van de Sociologie / 4 | 1968      | (1960) 1968³       | Traité de sociologie / II |
| 365  | Barrington, E.J.W.                                                                    | Hormonen en evolutie | 1968      | 1964               | Hormones and Evolution |
| 366  | Nultsch, Wilhelm [geïll. door K.H. Seeber]                                            | Algemene botanie | 1968      | (1964) 1968³       | Allgemeine Botanik : kurzes Lehrbuch für Mediziner und Naturwissenschaftler                                                                                               |
| 367  | Rogier, L.J.                                                                          | Eenheid en scheiding : geschiedenis der Nederlanden, 1477-1813 | 1968²     | 1952               | |
| 368  | Kompanejec, A.                                                                        | Wat is quantummechanica? |           |                    | |
| 369  | Kwant, prof.dr. R.C.                                                                  | De wijsbegeerte van Merleau-Ponty |           |                    | |
| 370  | Anastasi, Anne                                                                        | Toegepaste psychologie / 1 | 1968      | 1964               | Fields of applied psychology |
| 371  | Anastasi, Anne                                                                        | Toegepaste psychologie / 2 | 1968      | 1964               | Fields of applied psychology |
| 372  | Halmos, Paul R.                                                                       | Intuïtieve verzamelingenleer | 1968      | (1960) 1964        | Naive set theory |
| 373  | Kleinpenning, J.M.G.                                                                  | Geografie van de landbouw | 1968      | 1968               | oorspronkelijke uitgave |
| 374  | Arendt, Hannah                                                                        | De mens : bestaan en bestemming | 1968      | 1958               | The human condition |
| 375  | Oegema van der Wal, Th.                                                               | Toegepaste kleurenpsychologie | 1968      | 1968               | oorspronkelijke uitgave |
| 376  | Sandström, C.I.                                                                       | Psychologie van het opgroeiende kind | 1968      | 1966               | The psychology of childhood and adolescence |
| 377  | Kwant, prof.dr. R.C.                                                                  | Mens en expressie : in het licht van de wijsbegeerte van Merleau-Ponty                                                                                                 | 1968      | 1968               | oorspronkelijke uitgave |
| 378  | Tinbergen, prof.dr. N.                                                                | Sociaal gedrag bij dieren | 1968      | (1953) 1965        | Social behaviour in animals : with special reference to vertebrates |
| 379  | Jones, Howard                                                                         | Jeugd in verzet |           |                    | |
| 380  | Chauchard, Paul                                                                       | Psychosomatische therapie | 1968      | 1955               | La médecine psychosomatique |
| 381  | Trevelyan, G.M.                                                                       | Sociale geschiedenis van Engeland | 1968      | (1942) 1961        | English social history : a survey of six centuries : Chaucer to Queen Victoria                                                                                            |
| 382  | Beaujeu-Garnier, J.                                                                   | Mensen in miljarden : het probleem van de bevolkingstoename | 1968      | 1965               | Trois milliards d'hommes : traité de démo-géographie |
| 383  | Ven, dr. F.J.H.M. van der                                                             | Geschiedenis van de arbeid / 3 : Negentiende en twintigste eeuw | 1968      | 1968               | oorspronkelijke uitgave |
| 384  | Aron, Raymond e.a ; Milorad M. Drachkovitch (red.)                                    | Het pluralistische marxisme | 1968      | 1965               | Marxism in the modern world |
| 385  | Willemze, Theo                                                                        | Het muzikaal gehoor : vorming en ontwikkeling | 1969      | 1969               | oorspronkelijke uitgave |
| 386  | Lathouwers, prof.dr. M.A.                                                             | De Sovjet-literatuur | 1968      | 1968               | oorspronkelijke uitgave |
| 387  | Riesman, David                                                                        | De welvaart voor wie? |           |                    | |
| 388  | Anthony, E.J. en S.H. Foulkes                                                         | Groepstherapie | 1968      | 1965               | Group psychotherapy : the psychoanalytic approach |
| 389  | Childs, H.L.                                                                          | De publieke opinie |           |                    | |
| 390  | Kloek, prof.dr. J.                                                                    | Dialoog met de criminele psychopaat | 1968      | 1964               | [ 355 ] |
| 391  | Reicke, Bo en Leonhard Rost (red.) ; [met medew. van S. Aalen … et al.]               | Bijbels-historisch woordenboek / 1 : A - Elim | 1969      | 1962               | Biblisch-historisches Handwörterbuch. Landeskunde, Geschichte, Religion, Kultur, Literatur (3 Bde) (1962-1966)                                                            |
| 392  | Reicke, Bo en Leonhard Rost (red.) ; [met medew. van S. Aalen … et al.]               | Bijbels-historisch woordenboek / 2 : Elisa-Jutta | 1969      | 1962               | Biblisch-historisches Handwörterbuch. Landeskunde, Geschichte, Religion, Kultur, Literatur (3 Bde) (1962-1966)                                                            |
| 393  | Reicke, Bo en Leonhard Rost (red.) ; [met medew. van S. Aalen … et al.]               | Bijbels-historisch woordenboek / 3 : Kaalhoofdigheid - Orpa | 1969      | 1962               | Biblisch-historisches Handwörterbuch. Landeskunde, Geschichte, Religion, Kultur, Literatur (3 Bde) (1962-1966)                                                            |
| 394  | Reicke, Bo en Leonhard Rost (red.) ; [met medew. van S. Aalen … et al.]               | Bijbels-historisch woordenboek / 4 : Orpheus-Sefanja | 1969      | 1962               | Biblisch-historisches Handwörterbuch. Landeskunde, Geschichte, Religion, Kultur, Literatur (3 Bde) (1962-1966)                                                            |
| 395  | Reicke, Bo en Leonhard Rost (red.) ; [met medew. van S. Aalen … et al.]               | Bijbels-historisch woordenboek / 5 : Sefanja-Vroom | 1970      | 1962               | Biblisch-historisches Handwörterbuch. Landeskunde, Geschichte, Religion, Kultur, Literatur (3 Bde) (1962-1966)                                                            |
| 396  | Reicke, Bo en Leonhard Rost (red.) ; [met medew. van S. Aalen … et al.]               | Bijbels-historisch woordenboek / 6 : Vrouw-Zwijn | 1970      | 1962               | Biblisch-historisches Handwörterbuch. Landeskunde, Geschichte, Religion, Kultur, Literatur (3 Bde) (1962-1966)                                                            |
| 397  | Boyd, William                                                                         | Geschiedenis van onderwijs en opvoeding | 1969      | (1921) 1964        | The history of Western education |
| 398  | Keuning, A.J.                                                                         | De denkwijze van de sociaal-geograaf | 1969      | 1969               | oorspronkelijke uitgave |
| 399  | Wijvekate, M.L.                                                                       | Methoden van onderzoek | 1969      | 1969               | oorspronkelijke uitgave |
| 400  | Visscher, H.A.                                                                        | De landschappen van het Beneluxgebied : een geografische verkenning | 1969      | 1969               | oorspronkelijke uitgave |
| 401  | Eck, Marcel                                                                           | Homoseksualiteit | 1969      | 1966               | Sodome : essais sur l'homosexualité |
| 402  | Reiner, Hans                                                                          | Wijsgerige ethiek | 1969      | 1964 & 1965        | Die philosophische Ethik. Ihre Fragen und Lehren in Geschichte und Gegenwart (1964) en Gut und Böse. Ursprung und Wesen der sittlichen Grunduntertscheidungen (1965)      |
| 403  | Ogilvy, C. Stanley en John T. Anderson                                                | Getallentheorie | 1969      | 1966               | Excursions in number theory |
| 404  | König, René                                                                           | Sociologische verkenningen | 1969      | 1965               | Soziologische Orientierungen : Vorträge und Aufsätze |
| 405  | Nuchelmans, G.                                                                        | Overzicht van de analytische wijsbegeerte | 1969      | 1969               | oorspronkelijke uitgave |
| 406  | Lauffer, Siegfried, m.m.v. Karl Gustav Fellerer en Friedrich Klemm                    | De klassieke geschiedenis in jaartallen | 1969      | 1956               | Abriss der antiken Geschichte |
| 407  | Seidel, prof.dr. J.J. (red.) ; Bruijn, N.G. de e.a.                                   | Computerwiskunde | 1969      | 1969               | oorspronkelijke uitgave |
| 408  | Luijpen, prof.dr. W.                                                                  | Fenomenologie van het natuurrecht | 1969      | 1966               | |
| 409  | Schiefele, Hans                                                                       | Geprogrammeerde instructie | 1969      | 1964               | Programmierte Unterweisung : Ergebnisse und Probleme aus Theorie und Praxis                                                                                               |
| 410  | Magnane, Georges                                                                      | Sociologie van de sport | 1969      | 1964               | Sociologie du sport : situation du loisir sportif dans la culture contemporaine                                                                                           |
| 411  | Matthews, L. Harrison en Maxwell Knight                                               | De zintuigen van de dieren | 1969      | 1965               | The senses of animals |
| 412  | Ruitenbeek, H.M.                                                                      | De mythe van de mannelijkheid |           |                    | |
| 413  | Melsen, prof.dr. A.G.M.                                                               | Wetenschap en verantwoordelijkheid | 1969      | 1969               | oorspronkelijke uitgave |
| 414  | Zelinsky, Wilbur                                                                      | Inleiding tot de bevolkingsgeografie | 1969      | 1965               | A prologue to population geography |
| 415  | Luijpen, dr. W.                                                                       | Nieuwe inleiding tot de existentiële fenomenologie | 1969      | 1959               | Herz. en aangevulde heruitg. van Existentiële fenomenologie (1959) (Aula-boeken ; 68)                                                                                     |
| 416  | Scheff, Thomas J.                                                                     | De psychisch gestoorde en zijn milieu | 1969      | 1966               | Being mentally ill : a sociological theory |
| 417  | Aubert, Maurice                                                                       | Voedselwinning uit de zee | 1969      | 1965               | Cultiver l'océan |
| 418  | Heiss, Robert                                                                         | Hegel, Kierkegaard, Marx : de grote dialectische denkers van de negentiende eeuw                                                                                       | 1969      | (1963) 1966²       | Die großen Dialektiker des 19. Jahrhunderts : Hegel, Kierkegaard, Marx |
| 419  | Sachs, Curt                                                                           | De geschiedenis van de dans | 1969      | (1933) 1937        | World history of the dance |
| 420  | Bromley, D.B.                                                                         | De psychologie van het ouder worden | 1969      | 1966               | The psychology of human ageing |
| 421  | Reeves, Joan Wynn                                                                     | Gedachten over het denken | 1969      | 1965               | Thinking about thinking : studies in the background of some psychological approaches                                                                                      |
| 422  | Buchsbaum, Ralph                                                                      | De ongewervelde dieren / 1 | 1969      | 1938               | Animals without backbones : an introduction to the invertibrates |
| 423  | Buchsbaum, Ralph                                                                      | de ongewervelde dieren / 2 | 1969      | 1938               | Animals without backbones : an introduction to the invertibrates |
| 424  | Pöggeler, Otto                                                                        | Martin Heidegger : de weg van zijn denken | 1969      | 1963               | Der Denkweg Martin Heideggers |
| 425  | Leeuw, Manya de en Eric de Leeuw                                                      | Lees beter, lees sneller | 1969      | 1965               | Read better, read faster : a new approach to efficient reading |
| 426  | Carp, E.A.D.E.                                                                        | Teilhard, Jung en Sartre over evolutie | 1969      | 1969               | oorspronkelijke uitgave |
| 427  | Behrens, drs. H.H.                                                                    | Ontwikkeling in het economisch denken | 1969      | 1969               | oorspronkelijke uitgave |
| 428  | Robins, R.H.                                                                          | Algemene linguïstiek | 1969      | 1967               | General linguistics : an introductory survey |
| 429  | Jonas, Hans                                                                           | Het gnosticisme | 1969      | (1958) 1963        | The gnostic religion : the message of the alien God and the beginnings of Christianity                                                                                    |
| 430  | Foss, Brian M. (red.)                                                                 | Nieuwe perspectieven in de psychologie | 1969      | 1966               | New horizons in psychology |
| 431  | Allison, Anthony (red.)                                                               | Biologie van de seksualiteit | 1969      | 1967               | The biology of sex |
| 432  | Sachs, Curt                                                                           | Geschiedenis van de muziekinstrumenten | 1969      | 1940               | The history of musical instruments |
| 433  | Hadfield, J.A.                                                                        | Psychotherapie | 1969      | 1967               | Introduction in psychotherapy : its history and modern schools |
| 434  | Schmeck, Harold M., Jr.                                                               | De artificiële mens : kunstorganen en transplantaties | 1970      | 1965               | The semi-artificial man : a dawning revolution in medicine |
| 435  | Geldard, F.A.                                                                         | Handboek van de psychologie 1 |           |                    | |
| 436  | Geldard, F.A.                                                                         | Handboek van de psychologie 2 |           |                    | |
| 437  | Panofsky, Erwin                                                                       | Iconologie : thema's en symboliek bij de renaissanceschilders | 1970      | (1939) 1962        | Studies in iconology : humanist themes in the art of the Renaissance |
| 438  | Stewart, Michael                                                                      | Keynes en de moderne economie |           |                    | |
| 439  | Meuwese, dr. W.                                                                       | Onderwijsresearch | 1970      | 1970               | oorspronkelijke uitgave |
| 440  | Fox, Robin                                                                            | Verwantschap en huwelijk | 1970      | 1967               | Kinship and marriage : an anthropological perspective |
| 441  | Witte, A.J.J. de                                                                      | De functie van de taal in het denken | 1970      | 1970               | oorspronkelijke uitgave |
| 442  | Neill, Stephen                                                                        | Het Anglicanisme | 1970      | 1958               | Anglicanism |
| 443  | Harrison, G.A., J.S. Weiner, J.M. Tanner en N.A. Barnicot                             | Biologie van de mens / 1 | 1970      | 1964               | Human biology : an introduction to human evolution, variation, growth, and adaptability                                                                                   |
| 444  | Harrison, G.A., J.S. Weiner, J.M. Tanner en N.A. Barnicot                             | Biologie van de mens / 2 | 1970      | 1964               | Human biology : an introduction to human evolution, variation, growth, and adaptability                                                                                   |
| 445  | Toynbee, Arnold J.                                                                    | Blokkerende gewoonten : pleidooi voor een wereldstaat | 1970      | 1966               | Change and habit : the challenge of our time |
| 446  | Woestijne, W.J. van de                                                                | Inleiding in het economisch denken | 1970      | 1970               | oorspronkelijke uitgave |
| 447  | Ploeg, prof.dr. J.P.M. van der                                                        | Vondsten in de woestijn van Juda | 1970⁴     | 1957               | |
| 448  | Dik, S.C. en J.G. Kooij                                                               | Beginselen van de algemene taalwetenschap | 1970      | 1970               | oorspronkelijke uitgave |
| 449  | Windmuller, John P.                                                                   | Arbeidsverhoudingen in Nederland | 1970      | 1969               | Labor relations in the Netherlands |
| 450  | Merleau-Ponty                                                                         | Essays |           |                    | |
| 451  | Millar, Susanna                                                                       | Psychologie van het spelen | 1970      | 1968               | The psychology of play |
| 452  | Conze, Edward                                                                         | Het boeddhisme | 1970      | (1951) 1957        | Buddhism: its essence and development |
| 453  | Hempel, Carl G.                                                                       | Filosofie van de natuurwetenschappen | 1970      | 1966               | Philosophy of Natrual Science |
| 454  | Erikson, Erik H.                                                                      | Identiteit, jeugd en crisis | 1971      | 1968               | Identity : youth and crisis |
| 455  | Vorländer, Karl                                                                       | Geschiedenis van de wijsbegeerte / 1 : Oudheid | 1971      | (1903) 1955        | Geschichte der Philosophie / Bd. 1 : Philosophie des altertums |
| 456  | Vorländer, Karl                                                                       | Geschiedenis van de wijsbegeerte / 2 : Middeleeuwen en Renaissance | 1971      | (1903) 1955        | Geschichte der Philosophie / Bd. 2 : Philosophie des Mittelalters. Philosophie der Renaissance                                                                            |
| 457  | Vorländer, Karl                                                                       | Geschiedenis van de wijsbegeerte / 3 : De Nieuwe Tijd tot Kant | 1971      | (1903) 1955        | Geschichte der Philosophie / Bd. 3 : Philosophie der Neuzeit |
| 458  | Beech, H.R.                                                                           | Gedragstherapie |           |                    | |
| 459  | Richter, Horst-Eberhard                                                               | Het gezin als patiënt : oorsprong, aard en therapie van conflicten in huwelijk en gezin                                                                                | 1971      | 1970               | Patient Familie. Entstehung, Struktur und Therapie von Konflikten in Ehe und Familie                                                                                      |
| 460  | Odell, Peter R.                                                                       | Olie en macht | 1971      | 1970               | Oil and world power |
| 461  | Mishan, E.J.                                                                          | De welvaart wordt duur betaald | 1971      | 1968               | The costs of economic growth |
| 462  | Elias, Norbert                                                                        | Wat is sociologie? | 1971      | 1970               | Was ist Soziologie? |
| 463  | Vernon, M.D.                                                                          | De menselijke motivatie | 1971      | 1969               | Human motivation |
| 464  | Rijsdorp, prof.dr. K.                                                                 | Gymnologie | 1971      | 1971               | oorspronkelijke uitgave |
| 465  | Bartelink, G.J.M.                                                                     | Geschiedenis van de klassieke letterkunde | 1974³     | 1964               | |
| 466  | Romer, A.S.                                                                           | De gewervelde dieren / 1 | 1972      | 1962               | The vertebrate body (shorter version) |
| 467  | Romer, A.S.                                                                           | De gewervelde dieren / 2 | 1972      | 1962               | The vertebrate body (shorter version) |
| 468  | Corvez, Maurice                                                                       | Structuralisme | 1971      | 1969               | Les structuralistes : les linguistes, Michel Foucault, Claude Lévi-Strauss, Jacques Lacan, Louis Althusser, les critiques littéraires                                     |
| 469  | Maddison, Agnus                                                                       | Twee modellen van economische groei |           |                    | |
| 470  | Adorno, Th. W.                                                                        | Minima Moralia | 1971      | 1951               | Minima moralia : Reflexionen aus dem beschädigten Leben |
| 471  | Evans, E.                                                                             | Psychologie van Rousseau tot heden |           |                    | |
| 472  | Nicolas, André                                                                        | Herbert Marcuse | 1972      | 1970               | Marcuse |
| 473  | Nelissen, N.J.M.                                                                      | Grondbeginselen van de sociale ecologie |           |                    | |
| 474  | Buytendijk, F.J.J.                                                                    | Mens en dier | 1972      | 1958               | Mensch und Tier. Ein Beitrag zur vergleichenden Psychologie |
| 475  | Grant, Nigel                                                                          | Onderwijs en opvoeding in Rusland |           |                    | |
| 476  | Malingrey, A.M. en J.Fontaine                                                         | De oud-christelijke literatuur | 1972      | 1968 en 1970       | La littérature grecque chrétienne (1968) en La littérature latine chrétienne (1970)                                                                                       |
| 477  | Visscher, H.A.                                                                        | Lexicon voor fysische geografie | 1972      | 1972               | oorspronkelijke uitgave |
| 478  | Montagu, A.                                                                           | De tastzin |           |                    | |
| 479  | Pichois, C. en A.M. Rousseau                                                          | Vergelijkende literatuurwetenschap | 1972      | 1967               | La littérature comparée |
| 480  | Squires, G.L.                                                                         | Fysisch experimenteren |           |                    | |
| 481  | Tervoort, prof.dr. Bernard Th. e.a.                                                   | Psycholinguïstiek | 1972      | 1972               | oorspronkelijke uitgave |
| 482  | Kutschera, Franz von en Alfred Breitkopf                                              | Inleiding tot de moderne logica | 1972      | 1971               | Einführung in die moderne Logik |
| 483  | Wilczinsky, J.                                                                        | Socialistische economie |           |                    | |
| 484  | Oskam, dr. H.J.                                                                       | Infektie en immuniteit | 1972      | 1972               | |
| 485  | Henderiks, R.E.D.                                                                     | Lineaire programmering |           |                    | |
| 486  | Lewis, I.M.                                                                           | Religieuze extase : sociologische studie over bezetenheid en sjamanisme                                                                                                | 1972      | 1971               | Ecstatic religion : a study of shamanism and spirit possession |
| 487  | Beachler, Jean                                                                        | Vormen van revolutie | 1972      | 1970               | Les phénomènes révolutionnaires |
| 488  | Kugel, J.                                                                             | De psychologie van het lichaam | 1973      | 1973               | oorspronkelijke uitgave |
| 489  | Allen, J.P.B. en Paul Van Buren (samenst.)                                            | Chomsky over taal | 1973      | 1971               | Chomsky: selected readings |
| 490  | Kuypers, prof.dr. G.                                                                  | Grondbegrippen van politiek | 1973      | 1973               | oorspronkelijke uitgave |
| 491  | Wright-Mills, C.                                                                      | De sociologische visie | 1972      | 1959               | The Sociological Imagination |
| 492  | Piaget, Jean                                                                          | Psychologie en kennisleer | 1973      | 1970               | Psychologie et Épistémologie |
| 493  | Metzner, Ralph                                                                        | Wegen naar bewustzijn |           |                    | |
| 494  | Hey, J.S.                                                                             | Radiostraling uit het heelal |           |                    | |
| 495  | Davis, Morton D.                                                                      | Inleiding tot de speltheorie | 1973      | 1970               | Game Theory : a nontechnical introduction |
| 496  | Bartholomew, D.J. en E.E. Bassett                                                     | Cijfers en mensen : de kwantitatieve benadering van de sociale werkelijkheid                                                                                           | 1973      | 1971               | Let's look at the figures : the quantitative approach to human affairs |
| 497  | Heim, Alice                                                                           | Intelligentie en persoonlijkheid | 1973      | 1970               | Intelligence and personality : their assessment and relationship |
| 498  | Richter, Horst-Eberhard                                                               | De groep | 1973      | 1972               | Die Gruppe. Hoffnung auf einen neuen Weg, sich selbst und andere zu befreien; Psychoanalyse in Kooperation mit Gruppeninitiativen                                         |
| 499  | Toorn, dr. M.C. van den                                                               | Nederlandse taalkunde | 1973      | 1973               | oorspronkelijke uitgave |
| 500  | Meadows, Dennis e.a.                                                                  | Rapport van de Club van Rome : de grenzen aan de groei | 1972      | 1972               | The limits to growth : a report for the Club of Rome on the predicament of mankind                                                                                        |
| 501  | Skemp, Richard R.                                                                     | Wiskundig denken | 1973      | 1971               | The psychology of learning mathematics |
| 502  | Combès, Michel                                                                        | Grondslagen van de wiskunde | 1973      | 1971               | Fondaments des mathématiues |
| 503  | Arthur, Ransom J.                                                                     | Sociale psychiatrie | 1973      | 1971               | An introduction to social psychiatry |
| 504  | Britton, James                                                                        | De taal en het leren | 1973      | 1970               | Language and Learning |
| 505  | Barbu, Zevedei                                                                        | Samenleving, cultuur en persoonlijkheid | 1973      | 1971               | Society, Culture and Personality : an introduction to social science |
| 506  | Skowronek, Helmut                                                                     | Leerpsychologie | 1974      | 1969               | Lernen und Lernfähigkeit |
| 507  | Blankertz, Herwig                                                                     | Didactiek : theorieën en modellen | 1973      | 1969               | Theorien und Modelle der Didaktik |
| 508  | Woerden, W.M. van, T.M. Chang en L.J.M. van Geuns-Wiegman (red.)                      | Onderwijs in de maak | 1973      | 1973               | oorspronkelijke uitgave |
| 509  | Verkuyl, H.J. e.a.                                                                    | Transformationele taalkunde | 1974      | 1974               | oorspronkelijke uitgave |
| 510  | Einzig, Paul                                                                          | Goud & Geld | 1973      | 1972               | The destiny of gold |
| 511  | Minuchin, Salvador                                                                    | Gezinstherapie | 1973      | 1973               | Families and family therapy : a structural approach |
| 512  | Beard, Ruth                                                                           | Doceren en studeren | 1974      | 1970               | Teaching and learning in higher education |
| 513  | Ayer, Al.J.                                                                           | Russell | 1974      | 1972               | Russell |
| 514  | Burton, John W.                                                                       | Internationale politiek | 1974      | 1972               | World society |
| 515  | Lanfant, Marie-Françoise                                                              | Sociologie van de vrije tijd | 1974      | 1972               | Les théories du loisir : sociologie du loisir et idéologies |
| 516  | Whitrow, G.J.                                                                         | Wat is tijd? | 1974      | 1972               | What is Time? |
| 517  | Liegle, Ludwig                                                                        | Gezin en gemeenschap in de kibboets | 1974      | 1971               | Familie und Kollektiv im Kibbutz : eine Studie über die Funktionen der Familie in einem kollektiven Erziehungssystem                                                      |
| 518  | Goudsblom, Johan                                                                      | Balans van de sociologie : [een kritisch overzicht van de stand van zaken in de sociologie, getoetst aan vier kriteria: precisie, systematiek, reikwijdte, relevantie] | 1974      | 1974               | oorspronkelijke uitgave |
| 519  | Eisma, dr. D. en L. den Engelse                                                       | Het Nederlandse Waddengebied : betekenis, bedreiging, bescherming | 1974      | 1974               | oorspronkelijke uitgave |
| 520  | Kenny, Anthony                                                                        | Wittgenstein | 1974      |                    | Wittgenstein |
| 521  | Wright, Derek                                                                         | Psychologie van het morele gedrag | 1974      | 1971               | The psychology of moral behaviour |
| 522  | Austeda, Franz                                                                        | Overzicht van de moderne filosofie | 1974      | 1972               | Moderne Philosophie. Probleme – Positionen – Profile |
| 523  | Höhn, Elfriede                                                                        | De slechte leerling | 1974      | 1967               | Der schlechte Schüler : Sozialpsychologische Untersuchungen über das Bild des Schulversagers                                                                              |
| 524  | Eysenck, H.J.                                                                         | Psychologie gaat over mensen | 1974      | 1972               | Psychology is about people |
| 525  | Fetscher, Iring                                                                       | Modellen voor wereldvrede | 1974      | 1972               | Modelle der Friedenssicherung : mit einem Anhang: Marxistisch-leninistische Friedenskonzeptionen                                                                          |
| 526  | Wilkinson, Richard G.                                                                 | Armoede en vooruitgang : een ecologisch model van de economische ontwikkeling                                                                                          | 1974      | 1973               | Poverty and progress : an ecological perspective on economic development                                                                                                  |
| 527  | Rademaker, L. en E. Petersma (red.)                                                   | Hoofdfiguren uit de sociologie / 1 : Klassieken | 1974      | 1974               | oorspronkelijke uitgave |
| 528  | Rademaker, L. en E. Petersma (red.)                                                   | Hoofdfiguren uit de sociologie / 2 : Modernen | 1974      | 1974               | oorspronkelijke uitgave |
| 529  | McFarland, H.S.N.                                                                     | Verstandig doceren | 1974      | 1973               | Intelligent teaching : professional skills for student teachers |
| 530  | Boschke, Friedrich L.                                                                 | Het ontstaan van het leven | 1974      | 1970               | Die Herkunft des Lebens. Wissenschaftler auf den Spuren der letzten Rätsel                                                                                                |
| 531  | Heeren, H.J. en Ph. van Praag (red.)                                                  | Van nu tot nul : bevolkingsgroei en bevolkingspolitiek in Nederland | 1974      | 1974               | oorspronkelijke uitgave |
| 532  | Popper, Karl R.                                                                       | De armoede van het historicisme | 1974      | 1967               | The Poverty of Historicism |
| 533  | Magee, Bryan                                                                          | Popper | 1974      | 1973               | Popper |
| 534  | Ramsay, William en Claude Anderson                                                    | Economie en milieu | 1975      | 1972               | Managing the environment : an economic primer |
| 535  | Balint, Michael                                                                       | De dokter, de patiënt, de ziekte | 1975²     | 1957               | The doctor, his patient, and the illness |
| 536  | Putten, J. van                                                                        | Demokratie in Nederland | 1975      | 1975               | oorspronkelijke uitgave |
| 537  | Jones, G.O., J. Rotblat en G.J. Whitrow                                               | Van atoom tot heelal : de structuur van de stof in al haar geledingen                                                                                                  | 1975⁴     | 1956               | Atoms and the universe : an account of modern views on the structure of matter and the universe                                                                           |
| 538  | Rosenstiel, Lutz von, Walter Molt en Bruno Rüttinger                                  | Inleiding tot de organisatiepsychologie | 1975      | 1972               | Organisationspsychologie |
| 539  | Kunkel, Wolfgang                                                                      | Geschiedenis van het Romeinse recht | 1975²     | (1947) 1972⁶       | Römische Rechtsgeschichte : Eine Einführung |
| 540  | Nagel, E. en J.R. Newman                                                              | De stelling van Gödel | 1975      | 1958               | Gödels proof |
| 541  | Roon, Ger van                                                                         | Europa en de Derde Wereld : een historische benadering | 1975      | 1975               | oorspronkelijke uitgave |
| 542  | Goedkoop, J.A.                                                                        | Kernenergie in de lage landen | 1975      | 1975               | oorspronkelijke uitgave |
| 543  | Power, E.                                                                             | Het dagelijks leven in de middeleeuwen | 1975²     | 1924               | Medieval people |
| 544  | Carp, E.A.D.E.                                                                        | De filosofie van een gedesillusioneerde : La peste van Albert Camus | 1975      | 1975               | oorspronkelijke uitgave |
| 545  | Eeden, F. van                                                                         | Redekunstige grondslag van verstandhouding | 1975²     | 1897               | [ 474 ] |
| 546  | Melzack, Ronald                                                                       | Het raadsel pijn | 1975      | 1973               | The Puzzle of Pain |
| 547  | Eijk, Inez van                                                                        | De middenschool | 1975      | 1975               | oorspronkelijke uitgave |
| 548  | Albeda, Willem e.a. (KNAW)                                                            | Nederland en de grenzen aan de groei | 1975      | 1975               | [ 476 ] |
| 549  | Booij, G.E., J.G. Kerstens en H.J. Verkuyl                                            | Lexicon van de taalwetenschap | 1975      | 1975               | oorspronkelijke uitgave |
| 550  | Pressat, Roland                                                                       | Inleiding tot de demografie | 1975      | 1972               | Population |
| 551  | Silbermann, Alphons en Udo Michael Krüger                                             | Sociologie van de massacommunicatie | 1975      | 1973               | Soziologie der Massenkommunikation |
| 552  | Eysenck, H.J.                                                                         | De ongelijkheid van mensen | 1975      | 1973               | The inequality of man |
| 553  | Garbutt/Linnemann                                                                     | Mensen tellen |           |                    | |
| 554  | Rapoport, Anatol                                                                      | Conflicten in sociale systemen | 1976      | 1974               | Conflict in man-made environment |
| 555  | Elkan, Walter                                                                         | Ontwikkelingseconomie |           |                    | |
| 556  | Leech, Geoffrey                                                                       | Semantiek 1 |           |                    | |
| 557  | Leech, Geoffrey                                                                       | Semantiek 2 |           |                    | |
| 558  | Stover, Leon E.                                                                       | Culturele ecologie van de Chinese samenleving | 1976      | 1974               | The cultural ecology of Chinese civilization : peasants and elites in the last of the agrarian states                                                                     |
| 559  | Susskind, Charles                                                                     | Techniek en samenleving | 1976      | 1973               | Understanding Technology |
| 560  | Ling, Trevor                                                                          | Boeddha | 1976      | 1973               | The Buddha : Buddhist civilization in India and Ceylon |
| 561  | Rowell, Thelma                                                                        | Sociaal gedrag bij apen | 1976      | 1972               | The social behaviour of monkeys |
| 562  | Gunn, John                                                                            | Geweld in de samenleving | 1976      | 1973               | Violence in human society |
| 563  | Heertje, A. e.a.                                                                      | De magische vijfhoek |           |                    | |
| 564  | Beckermann, Wilfred                                                                   | Leve de welvaartsmaatschappij! |           |                    | |
| 565  | Slicher van Bath, B.H.                                                                | De agrarische geschiedenis van West-Europa 500 -1850 | 1976³     | 1960               | oorspronkelijke uitgave |
| 566  | Grossman, Gregory                                                                     | Economische stelsels | 1976²     | 1967               | Economic systems |
| 567  | Hartmann, Ernest L.                                                                   | De functies van het slapen | 1976      | 1973               | The functions of sleep |
| 568  | Mussen, Paul                                                                          | De psychologische ontwikkeling van het kind | 1976⁶     | 1963               | The psychological development of the child |
| 569  | Simon, Herbert A.                                                                     | Psychologie en systeemtheorie | 1976      | 1969               | The sciences of the artificial |
| 570  | Weber, Wilfried                                                                       | Gesprekstherapie | 1976      | 1974               | Wege zum helfenden Gespräch : Gesprächspsychotherapie in d. Praxis; ein Lernprogramm mit kurzen Lernimpulsen, konkreten Hinweisen u. vielen praktischen Übungen           |
| 571  | Beloff, John                                                                          | Overzicht van de moderne psychologie |           |                    | |
| 572  | Kelk, Constantijn, Martin Moerings, Nico Jörg en Paul Moedikdo (red.)                 | Recht, macht en manipulatie | 1976      | 1976               | oorspronkelijke uitgave – Uitgave ter gelegenheid van het afscheid van Gerrit Theodoor Kempe, hoogleraar criminologie, Rijksuniversiteit Utrecht                          |
| 573  | Nultsch, Wilhelm                                                                      | Algemene botanie / 1 | 1976³     | (1968) 1974⁵       | Allgemeine Botanik : kurzes Lehrbuch für Mediziner und Naturwissenschaftler                                                                                               |
| 574  | Nultsch, Wilhelm                                                                      | Algemene botanie / 2 | 1976³     | (1968) 1974⁵       | Allgemeine Botanik : kurzes Lehrbuch für Mediziner und Naturwissenschaftler                                                                                               |
| 575  | Appel, René, Gerard Hubers en Guus Meijer                                             | Sociolinguïstiek | 1976      | 1976               | oorspronkelijke uitgave |
| 576  | de Gaay Fortman/ Thomas                                                               | De winst van een democratische economie |           |                    | |
| 577  | Baehr, P.R.                                                                           | De Verenigde Naties : ideaal en werkelijkheid | 1976      | 1976               | oorspronkelijke uitgave |
| 578  | Douglas, Mary                                                                         | Wereldbeelden | 1976      | 1970               | Natural Symbols |
| 579  | Mary Douglas                                                                          | Reinheid en gevaar | 1976      | 1977               | Purity and Danger |
| 580  | Viljoen, Stephan                                                                      | Economische systemen in de wereldgeschiedenis / 1 | 1976      | 1974               | Economic systems in world history |
| 581  | Viljoen, Stephan                                                                      | Economische systemen in de wereldgeschiedenis / 2 | 1976      | 1974               | Economic systems in world history |
| 582  | Elias, Norbert /Scotson,J.L.                                                          | De gevestigden en de buitenstaanders |           |                    | |
| 583  | v Leeuwenhoek Stichting                                                               | Kanker |           |                    | |
| 584  | Mendelssohn, F. von                                                                   | Inleiding tot de psychiatrie |           |                    | |
| 585  | Hutt, Corinne                                                                         | Mannen en vrouwen |           |                    | |
| 586  | Moriarty, F.                                                                          | Dieren en milieuvervuiling |           |                    | |
| 587  | Kruijer, G.J.                                                                         | Suriname - De problemen en hun oplossingen |           |                    | |
| 588  | Rademaker, L./ Bergman, H. (red.)                                                     | Sociologische stromingen | 1977      | 1977               | oorspronkelijke uitgave |
| 589  | Vester, Frederic                                                                      | Handboek voor milieuproblemen |           |                    | |
| 590  | Howitt/Cumberbatch                                                                    | Massamedia en geweld | 1977      | 1975               | Mass media violence and Socitey |
| 591  | div.                                                                                  | Wonen met de wereld |           |                    | |
| 592  | Searle, John R.                                                                       | Taalhandelingen - Een taalfilosofisch essay | 1977      |                    | Speech Acts |
| 593  | Horst, D. van der                                                                     | De geschiedenis van China |           |                    | |
| 594  | Ligteringen, Ben                                                                      | Grondstoffenpolitiek |           |                    | |
| 595  | Lambert, W.E.                                                                         | Sociale psychologie |           |                    | |
| 596  | Freedman, Jonathan                                                                    | Psychologie en overbevolking |           |                    | |
| 597  | Nolthenius, H.                                                                        | Renaissance in mei |           |                    | |
| 598  | Nolthenius, H.                                                                        | Duecento |           |                    | |
| 599  | Bennet, Neville                                                                       | Onderwijsstijl en schoolprestaties |           |                    | |
| 600  | Lysen, E.H.                                                                           | Eindeloze energie |           |                    | |
| 601  | Hadorn, Ernst en W. Rüdiger ; [Alfred Kühn (oorspr.)]                                 | Algemene zoölogie / 1 | 1977⁴     | (1922) 1974¹⁹      | Allgemeine Zoologie |
| 602  | Hadorn, Ernst en W. Rüdiger ; [Alfred Kühn (oorspr.)]                                 | Algemene zoölogie / 2 | 1977⁴     | (1922) 1974¹⁹      | Allgemeine Zoologie |
| 603  | div.                                                                                  | Hoofdstukken uit de sociologie |           |                    | |
| 604  | Zweeden, A.F. van                                                                     | Arbeidsverhoudingen in beweging |           |                    | |
| 605  | Windmuller, J.P. en C. de Galan                                                       | Arbeidsverhoudingen in Nederland / 1 | 1977      | 1969               | Labor Relations in the Netherlands |
| 606  | Windmuller, J.P./Galan. C. De                                                         | Arbeidsverhoudingen in Nederland / 2 | 1977      | 1969               | Labor Relations in the Netherlands |
| 607  | Boomgaart, L.                                                                         | Praktische handleiding voor het Engels |           |                    | |
| 608  | Rousseau, J.J.                                                                        | Het maatschappelijk kontrakt of Beginselen van het Politiek Recht |           |                    | Du contrat social |
| 609  | Heilbroner, R.L.                                                                      | De ontwikkeling van de economische samenleving | 1966      | 1962               | The Making of Economic Society |
| 610  | Erikson, Erik H.                                                                      | Levensgang en historisch moment | 1977      | 1975               | Life History and the Historical Moment |
| 611  | Tinbergen, Niko                                                                       | In 't vrije veld | 1978      |                    | oorspronkelijke uitgave |
| 612  | Pen, J./ Gemerden, L.J. Van                                                           | Macro-economie | 1977      | 1977               | oorspronkelijke uitgave |
| 613  | Eemeren, F.H. van/                                                                    | Argumentatietheorie | 1978      |                    | |
| 614  | Verbeek, Th.                                                                          | Inleiding tot de geschiedenis van de psychologie |           |                    | |
| 615  | Kaa, D,J. van de/ Windt, van der                                                      | Minder mensen, meer welzijn? |           |                    | |
| 616  | Hartog, C. den/ Hautvast, J.G.A.J./ Hartog, A.P. Den                                  | Nieuwe voedingsleer |           |                    | |
| 617  | Birrell, T.A.                                                                         | Engelse letterkunde |           |                    | |
| 618  | Waddell, Helen                                                                        | Vaganten in de Middeleeuwen |           |                    | |
| 619  | Staal, Frits                                                                          | Het wetenschappelijk onderzoek van de mystiek | 1978      | 1975               | Exploring Mysticism |
| 620  | Jansen, H.P.H.                                                                        | Geschiedenis van de middeleeuwen |           |                    | |
| 621  | Bartelink, G.J.M.                                                                     | Klassieke letterkunde |           |                    | |
| 622  | Einstein, Albert                                                                      | Relativiteit : speciale en algemene theorie | 1978      | (1917) 1977²¹      | Über die spezielle und die allgemeine Relativitätstheorie |
| 623  | Wilson, Bryan                                                                         | Charismatisch leiderschap | 1978      | 1975               | The Noble Savage |
| 624  | Slicher van Bath, B                                                                   | Bijdragen tot de agrarische geschiedenis |           |                    | |
| 625  | Slicher van Bath, B                                                                   | Geschiedenis: theorie en praktijk |           |                    | |
| 626  | Geyl, Pieter                                                                          | Verzamelde opstellen 1 |           |                    | |
| 627  | Geyl, Pieter                                                                          | Verzamelde opstellen 2 |           |                    | |
| 628  | Geyl, Pieter                                                                          | Verzamelde opstellen 3 |           |                    | |
| 629  | Geyl, Pieter                                                                          | Verzamelde opstellen 4 |           |                    | |
| 630  | Lévi-Strauss, C.                                                                      | Het trieste der tropen |           | 1955               | Tristes Tropiques |
| 631  | Carp, E.A.D.E.                                                                        | Wetenschapsbeoefening | 1978      | 1978               | oorspronkelijke uitgave |
| 632  | Dik, S.C. en J.G. Kooij                                                               | Algemene taalwetenschap | 1979      | 1970               | oorspronkelijke uitgave |
| 633  | Dijk, Teun A. van                                                                     | Tekstwetenschap : een interdisciplinaire inleiding | 1978      | 1978               | oorspronkelijke uitgave |
| 634  | Herrera, Amilcar                                                                      | Het Bariloche rapport voor de Club van Rome |           |                    | |
| 635  | div.                                                                                  | Omstreden landbouw |           |                    | |
| 636  | Brinkgreve, C./ Korzec, M.                                                            | Margriet weet raad |           |                    | |
| 637  | Greene, Judith                                                                        | Psycholinguïstiek: een inleiding |           |                    | |
| 638  | Toorn, M.C. van den                                                                   | Methodologie en taalwetenschap |           |                    | |
| 639  | Rademaker, L. (red.)                                                                  | Sociologische encyclopedie 1 | 1978      | 1978               | oorspronkelijke uitgave |
| 640  | Rademaker, L. (red.)                                                                  | Sociologische encyclopedie 2 | 1978      | 1978               | oorspronkelijke uitgave |
| 641  | Rademaker, L. (red.)                                                                  | Sociologische encyclopedie 3 | 1978      | 1978               | oorspronkelijke uitgave |
| 642  | Rademaker, L. (red.)                                                                  | Sociologische encyclopedie 4 | 1978      | 1978               | oorspronkelijke uitgave |
| 643  | Hamburg, Otto                                                                         | Muziekgeschiedenis in voorbeelden |           |                    | |
| 644  | Willemze, Theo                                                                        | Algemene muziekleer |           |                    | |
| 645  | Rademaker, L.                                                                         | Sociale problemen 1 | 1978      | 1978               | oorspronkelijke uitgave |
| 646  | Rademaker, L.                                                                         | Sociale problemen 2 | 1978      | 1978               | oorspronkelijke uitgave |
| 647  | Rademaker, L. (red.)                                                                  | Hoofdfiguren uit de sociologie / 3 : Modernen-2 | 1978      | 1978               | oorspronkelijke uitgave |
| 648  | Popper, Karl R.                                                                       | Autobiografie | 1978      |                    | Unended Quest |
| 649  | Selye, Hans                                                                           | Stress |           |                    | |
| 650  | Tilanus, C.B.                                                                         | Een scriptie/rapport/artikel schrijven |           |                    | |
| 651  | Holzhauer/Minden v                                                                    | De vele gezichten van de toegepaste psychologie 1 |           |                    | |
| 652  | Holzhauer/Minden v                                                                    | De vele gezichten van de toegepaste psychologie 2 |           |                    | |
| 653  | Eysenck, H.J.                                                                         | Seksualiteit en persoonlijkheid |           |                    | |
| 654  | Erikson, Erik H.                                                                      | Spel en visie (Norton) |           |                    | |
| 655  | Wijmen, F.C.B. van                                                                    | De ondernemingsraad |           |                    | |
| 656  | Kugel, J.                                                                             | Bewegingsopvoeding |           |                    | |
| 657  | Eysenck, H.J.                                                                         | Neurose |           |                    | |
| 658  | Medawar, P. en J.                                                                     | De wetenschap van het leven | 1979      | 1977               | The Life Science |
| 659  | Menyuk, Paula                                                                         | Kind en taalontwikkeling |           |                    | |
| 660  | Noomen, W./Tans                                                                       | Franse letterkunde |           |                    | |
| 661  | Brinkgreve, C., J.H. Onland en A. de Swaan                                            | De opkomst van het psychotherapeutisch bedrijf (Sociologie van de psychotherapie 1)                                                                                    | 1979      | 1979               | oorspronkelijke uitgave |
| 662  | Swaan, A. de, R. van Gelderen en V. Kense                                             | Het spreekuur als opgave (Sociologie van de psychotherapie 2) | 1979      | 1979               | oorspronkelijke uitgave |
| 663  | <geen>?                                                                               | <geen>? | <geen>?   | <geen>?            | <geen>? |
| 664  | Ploetz, Karl                                                                          | Aula wereldgeschiedenis in jaartallen / 1 : Tot 500 | 1980      | (1863) 1977³⁶      | Auszug aus der Geschichte |
| 665  | Ploetz, Karl                                                                          | Aula wereldgeschiedenis in jaartallen / 2 : 500-1500 | 1980      | (1863) 1977³⁶      | Auszug aus der Geschichte |
| 666  | Ploetz, Karl                                                                          | Aula wereldgeschiedenis in jaartallen / 3 : 1500-1914 | 1980      | (1863) 1977³⁶      | Auszug aus der Geschichte |
| 667  | Ploetz, Karl                                                                          | Aula wereldgeschiedenis in jaartallen / 4 : 1914-1977 | 1980      | (1863) 1977³⁶      | Auszug aus der Geschichte |
| 668  | Birrell, T.A.                                                                         | Amerikaanse letterkunde |           |                    | |
| 669  | Rademaker/v Hoorn                                                                     | Kleine sociologische literatuurgids |           |                    | |
| 671  | Roberts, J.M.                                                                         | Aula wereldgeschiedenis / 1 : De prehistorie, het begin ; De eerste beschavingen                                                                                       | 1981      | 1976               | The Hutchinson history of the world |
| 672  | Roberts, J.M.                                                                         | Aula wereldgeschiedenis / 2 : Het klassieke tijdperk van het Middellandse Zeegebied                                                                                    | 1981      | 1976               | The Hutchinson history of the world |
| 673  | Roberts, J.M.                                                                         | Aula wereldgeschiedenis / 3 : Het tijdperk van de uit elkaar groeiende tradities                                                                                       | 1981      | 1976               | The Hutchinson history of the world |
| 674  | Roberts, J.M.                                                                         | Aula wereldgeschiedenis / 4 : De wording van europa | 1981      | 1976               | The Hutchinson history of the world |
| 675  | Roberts, J.M.                                                                         | Aula wereldgeschiedenis / 5 : De grote versnelling | 1981      | 1976               | The Hutchinson history of the world |
| 676  | Roberts, J.M.                                                                         | Aula wereldgeschiedenis / 6 : Het einde van de wereld der Europeanen ; Naar een onzekere toekomst                                                                      | 1981      | 1976               | The Hutchinson history of the world |
| 677  | Couwenberg, S.W.                                                                      | De Nederlandse natie |           |                    | |
| 678  | Rademaker, L. (red.)                                                                  | Toegepaste sociologie 1 |           |                    | |
| 679  | Rademaker, L.(red.)                                                                   | Toegepaste sociologie 2 |           |                    | |
| 680  | Rothmann, Kurt                                                                        | Duitse letterkunde | 1981      | 1978               | Kleine Geschichte der deutschen Literatur |
| 681  | Rademaker, L.(red.)                                                                   | Sociale kaart van Nederland 1 |           |                    | |
| 682  | Rademaker, L.(red.)                                                                   | Sociale kaart van Nederland 2 |           |                    | |
| 683  | Rademaker, L.(red.)                                                                   | Sociale kaart van Nederland 3 |           |                    | |
| 684  | Rademaker, L.(red.)                                                                   | Sociale kaart van Nederland 4 |           |                    | |
| 685  | Rademaker, L.Swanborn, P.G.                                                           | Sociologische grondbegrippen 1 | 1981      | 1981               | oorspronkelijke uitgave |
| 686  | Rademaker, L.Swanborn, P.G.                                                           | Sociologische grondbegrippen 2 | 1982      | 1982               | oorspronkelijke uitgave |
| 687  | Vervoorn, A.J.                                                                        | Leestekens en hoofdletters |           |                    | |
| 688  | Groot, P.S.A.                                                                         | Documentaire dienstverlening |           |                    | |
| 689  | Loon, A.J. van                                                                        | Kernenergie: voor of tegen? | 1981      | 1981               | oorspronkelijke uitgave |
| 690  | Schoo, H.J./Vervoort-Indorf, M.                                                       | Psychologische encyclopedie 1 |           |                    | |
| 691  | Schoo, H.J./Vervoort-Indorf, M.                                                       | Psychologische encyclopedie 2 |           |                    | |
| 692  | Schoo, H.J./Vervoort-Indorf, M.                                                       | Psychologische encyclopedie 3 |           |                    | |
| 693  | Schoo, H.J./Vervoort-Indorf, M.                                                       | Psychologische encyclopedie 4 |           |                    | |
| 694  | Schouten, A.E./Vegt, A.K. van der                                                     | Plastics |           |                    | |
| 695  | Röling, B.V.A.                                                                        | Vredeswetenschap, inleiding tot de polemologie |           |                    | |
| 696  | Schipper, Mineke                                                                      | Afrikaanse letterkunde : Tradities, genres, auteurs en ontwikkelingen in de literatuur van Afrika ten zuiden van de Sahara                                             | 1983      | 1983               | oorspronkelijke uitgave |
| 697  | Hernández/Hermans/ Metzeltin/Oostendorp                                               | Spaanse letterkunde |           |                    | |
| 698  | Parker, Geoffrey                                                                      | De Nederlandse Opstand. Van beeldenstorm tot bestand | 1977      | 1981               | The Dutch Revolt |
| 699  | Trevithick, J.A.                                                                      | Inflatie - De gesel van de wereld- |           |                    | |
| 700  | Sharp, Gene                                                                           | Macht en strijd - Theorie en praktijk van geweldloze actie |           |                    | The Politics of Non-Violent Action |
| 701  | Kugel, J.                                                                             | Filosofie van het lichaam |           |                    | |
| 702  | Tilanus, C.B.                                                                         | Een spreekbeurt, voordracht, presentatie houden |           |                    | |
| 703  | Bormans, Paul / Hamers, Thea                                                          | Milieukunde |           |                    | |
| 704  | Brouwer, Olga M.                                                                      | Italiaanse letterkunde |           |                    | |
| 705  | Elias, Norbert                                                                        | Het civilisatieproces : sociogenetische en psychogenetische onderzoekingen / 1                                                                                         | 1982      | (1939) 1969²       | Über den Prozeß der Zivilisation : soziogenetische und psychogenetische Untersuchungen / Bd. 1. Wandlungen des Verhaltens in den weltlichen Oberschichten des Abendlandes |
| 706  | Elias, Norbert                                                                        | Het civilisatieproces : sociogenetische en psychogenetische onderzoekingen / 2                                                                                         | 1982      | (1939) 1969²       | Über den Prozeß der Zivilisation : soziogenetische und psychogenetische Untersuchungen / Bd. 2. Wandlungen der Gesellschaft: Entwurf zu einer Theorie der Zivilisation    |
| 707  | Blauw, H.M. de                                                                        | Nederlandse letterkunde. 1: Middeleeuwen tot einde 18e eeuw | 1987      | 1987               | oorspronkelijke uitgave |
| 708  | Bakker, D./ Brouwer,U./ Debets, P./ Wijgaart, K.v.d.                                  | Computergebruik in de sociale wetenschappen |           |                    | |
| 709  | Bosscher, D.F.J./ Elshout, B. / van den Wagenaar, R.                                  | Literatuurgids eigentijdse geschiedenis |           |                    | |
| 710  | Bergman, H./ Schoo, H.J. (red.)                                                       | Zo ver is de wetenschap | 1982      |                    | |
| 711  | Bolckmans, A.                                                                         | Scandinavische letterkunde |           |                    | |
| 712  | Boot, J.M./Knapen                                                                     | De Nederlandse gezondheidszorg |           |                    | |
| 713  | Backx, D.                                                                             | Studeren in het hoger onderwijs : een studentenhandboek | 1983      |                    | |
| 714  | Zelko, Harold P.                                                                      | Moderne vergadertechnieken |           |                    | |
| 715  | Kooy, G.A. / MethorstRabbie, J.M. (red.)                                              | Eén plus één is twee |           |                    | |
| 716  | Birrell, T.A.                                                                         | Shakespeare stuk voor stuk |           |                    | |
| 717  | Engelen/Hemerijck Munnichs (red.)                                                     | Wie niet werkt... (Arbeidsethos en werkgelegenheid) |           |                    | |
| 718  | Groot, Paul                                                                           | Persoonlijke documentatie |           |                    | |
| 719  | Klinkenberg, G.A.                                                                     | Wetenschap als natuurverschijnsel | 1983      | 1983               | oorspronkelijke uitgave |
| 720  | Meuwissen, D.H.M.                                                                     | Grondrechten |           |                    | |
| 721  | Schadé, J.P.                                                                          | Onze hersenen | 1984      |                    | |
| 722  | Slomp, Hans en Tjeu van Mierlo                                                        | Arbeidsverhoudingen in België / Dl. 1: (Tot 1940) | 1984      | 1984               | oorspronkelijke uitgave |
| 723  | Slomp, Hans en Tjeu van Mierlo                                                        | Arbeidsverhoudingen in België / Dl. 2: (Van 1940 tot heden) | 1984      | 1984               | oorspronkelijke uitgave |
| 724  | Sluyser, Mels en Margot Chamalaun                                                     | Kanker, hoe lang nog? | 1983      |                    | is dit boek wel ooit verschenen? |
| 725  | Maddison, A.                                                                          | Computers op school |           |                    | |
| 726  | Schendelen, M. van                                                                    | Het Europese parlement |           |                    | |
| 727  | Craenen, Guus                                                                         | Praten met de computer - Software voor eindgebruikers |           |                    | |
| 728  | Kolakowski, Leszek en Jan Minkiewicz                                                  | Essays van Leszek Kolakowski | 1983      |                    | |
| 729  | Ingen Schenau, W.J.B. van                                                             | Dementie | 1983      |                    | |
| 730  | Visser, Jacques                                                                       | Radioactiviteit |           |                    | |
| 731  | Windmuller, J.P., C. de Galan en A.F. van Zweeden                                     | Arbeidsverhoudingen in Nederland | 1983⁴     | 1969               | Labor relations in the Netherlands |
| 733  | Aakster, C.W.                                                                         | Gezondheid en ziekte |           |                    | |
| 734  | Tellegen, E.                                                                          | Milieubeweging |           |                    | |
| 735  | Ingen Schenau, W.J.B. van                                                             | Medische gids voor ouderen en hun verzorgers |           |                    | |
| 736  | Hofstee, W.K.B.                                                                       | Selectie |           |                    | |
| 737  | Mastenbroek, W.F.G.                                                                   | Onderhandelen |           |                    | |
| 738  | Baaijens, Nico                                                                        | De personal computer |           |                    | |
| 739  | Waegemans, dr. E.                                                                     | Russische letterkunde |           |                    | |
| 740  | Pinxteren, H. en J. Ringelberg                                                        | LOGO, een inleiding |           |                    | |
| 741  | Braakman, T., M. van Schendelen en R.Ph. Schotten                                     | Sociale zekerheid in Nederland | 1984      |                    | |
| 744  | Everts, Ph.P. en G. Walraven                                                          | Vredesbeweging |           |                    | |
| 745  | Neubourg, Chr. de/Kok, Ludy                                                           | Arbeidstijdverkorting |           |                    | |
| 746  | Clessa, J.J.                                                                          | Micro-puzzels |           |                    | |
| 747  | Lopes de Leâo Laguna, Remy                                                            | Geologische tijdschalen |           |                    | |
| 748  | Heldring, J.L., H. Renner en R.B. Soetendorp (red.)                                   | Geschiedenis na 1945 | 1985      | 1985               | oorspronkelijke uitgave |
| 749  | Buytendijk, F.J.                                                                      | Prolegomena van een antropologische fysiologie |           |                    | |
| 750  | Rörsch, A.                                                                            | Science Friction |           |                    | |
| 751  | Bruinsma, P.                                                                          | Zure regen |           |                    | |
| 752  | SIPRI                                                                                 | SIPRI-Jaarboek 1984-1985 |           |                    | |
| 753  | Nicholson, John                                                                       | Mannen en vrouwen |           |                    | |
| 756  | Boot, W.J./Poorter                                                                    | [Japanse letterkunde] |           |                    | |
| 757  | Daan, Jo e.a.                                                                         | Onze veranderende taal |           |                    | |
| 758  | Wilson, Andrew                                                                        | Het ontwapeningshandboek |           |                    | |
| 760  | Opdam, Paul                                                                           | Roofvogels in ons landschap |           |                    | |
| 763  | Löwenhardt, John (red)                                                                | De Russen en oorlog | 1985      |                    | |
| 768  | Oppedijk van Veen,W.M.                                                                | Economische psychologie |           |                    | |
| 770  | Lechner, J./                                                                          | Spaans-Amerikaanse letterkunde | 1986      |                    | |
| 801  | Breuker, A.J.P. (Joost) ; Contactgroep research wetenschappelijk onderwijs            | In kaart brengen van leerstof | 1980      |                    | Onderwijskundige informatie voor het Hoger Onderwijs |
| 802  | Camstra, B.                                                                           | Bouwstenen voor onderwijs | 1981      |                    | Onderwijskundige informatie voor het Hoger Onderwijs |
| 803  | Schmidt, H.G. ; Bouhuijs, P.A.J. ; Wijnen, W.H.F.W.                                   | Onderwijs in taakgerichte groepen | 1980      |                    | Onderwijskundige informatie voor het Hoger Onderwijs |
| 804  | Dousma, Tom. ; Horsten, Ad.                                                           | Tentamineren | 1980      |                    | Onderwijskundige informatie voor het Hoger Onderwijs |
| 805  | Mirande, M.J.A.                                                                       | Studeren door schematiseren | 1981      |                    | Onderwijskundige informatie voor het Hoger Onderwijs |
| 806  | Willems, J.M.H.M. ; Wolters, Louk                                                     | Kiezen van didactische werkvormen | 1980      |                    | Onderwijskundige informatie voor het Hoger Onderwijs |
| 807  | Hout, J.F.M.J. van ; Mirande, M.J.A. ; Smuling, E.B.                                  | Geven van hoorcolleges | 1981      |                    | Onderwijskundige informatie voor het Hoger Onderwijs |
| 808  | Smuling, E.B. ; Brants, J. ; Pilot, A.                                                | Oriëntatie op leren en onderwijs | 1982      |                    | Onderwijskundige informatie voor het Hoger Onderwijs |
| 809  | Wilbrink, Ben                                                                         | Toetsvragen schrijven | 1983      |                    | Onderwijskundige informatie voor het Hoger Onderwijs |
| 810  | Pilot, A. ; Hout-Wolters, B. van ; Kramer-Pals, H.                                    | Schriftelijk studiemateriaal | 1983      |                    | Onderwijskundige informatie voor het Hoger Onderwijs |
| 811  | Moonen, Jef ; Gastkemper, F.H.D.                                                      | Computergestuurd onderwijs | 1983      |                    | Onderwijskundige informatie voor het Hoger Onderwijs |
| 812  | Hout-Wolters, B. van ; Jongepier, P. ; Pilot, A.,                                     | Studiemethoden | 1983      |                    | Onderwijskundige informatie voor het Hoger Onderwijs |
| 813  | Mirande, M.J.A. ; Wardenaar, E.                                                       | Scriptieproblemen | 1983      |                    | Onderwijskundige informatie voor het Hoger Onderwijs |
| 814  | Cate, Olle ten ; Tromp, Dick ; Cornwall, M.G.                                         | De student als docent | 1984      |                    | - |
| 815  | Kelle, A. en H. Sturm                                                                 | Lexicon inheemse planten | 1985      | 1978               | Pflanzen leicht bestimmt : Bestimmungsbuch einheimischer Pflanzen, ihrer Knospen und Früchte                                                                              |
| 816  | Kelle, A. en H. Sturm                                                                 | Lexicon inheemse dieren | 1980      | 1977               | Tiere leicht bestimmt : Bestimmungsbuch einheimischer Tiere, ihrer Spuren und Stimmen                                                                                     |
| 817  | Lieshout, G. van                                                                      | Practica | 1986      |                    | Onderwijskundige informatie voor het Hoger Onderwijs |
| 818  | Elshout-Mohr, M. ; Contactgroep Research Wetenschappelijk Onderwijs                   | Stimuleren tot studeren | 1986      |                    | Onderwijskundige informatie voor het Hoger Onderwijs |
| 819  | Emmet, E.R.                                                                           | Filosoferen | 1987      | 1968               | Learning to philosophise |
| 820  | Erasmus                                                                               | Erasmus - een keuze uit zijn brieven | 1986      |                    | |
| 821  | Störig, H.-J.                                                                         | Geschiedenis van de filosofie 1 |           | 1952               | Kleine Weltgeschichte der Philosophie |
| 822  | Störig, H.-J.                                                                         | Geschiedenis van de filosofie 2 |           | 1952               | Kleine Weltgeschichte der Philosophie |
| 823  | Plato                                                                                 | Dialogen 1 | 1987      |                    | |
| 824  | Soetendorp, R.B./Staden, A. Van                                                       | Internationale betrekkingen in perspectief | 1987      | 1987               | oorspronkelijke uitgave |
| 826  | Toornvliet, H.A.H.                                                                    | De staatsinrichting | 1987      | 1984               | De Staatsinrichting : De stand van zaken na de op 17 februari 1983 in werking getreden Herziene Grondwet (Prisma pocket ; 2423)                                           |
| 831  | Wal, Marijke van der en Cor van Bree                                                  | Geschiedenis van het Nederlands | 1992      | 1992               | oorspronkelijke uitgave |
| 832  | Chamuleau, R.B.F.M. en J.A. Dautzenberg                                               | Nederlandse letterkunde. 2: 19e en 20e eeuw | 1991      | 1991               | oorspronkelijke uitgave |
| 833  | Hochkeppel, W.                                                                        | Actuele klassieke filosofie | 1988      |                    | War Epikur ein Epikureer? |
| 835  | Plato                                                                                 | Dialogen 2 (Phaedrus, Protagoras, Io) |           |                    | |
| 836  | Störig, H.-J.                                                                         | Taal: het grote avontuur | 1988      | 1987               | Abenteuer Sprache : ein Streifzug durch die Sprachen der Erde |
| 837  | Bumke, Joachim                                                                        | Hoofse cultuur : literatuur en samenleving in de volle Middeleeuwen / 1                                                                                                | 1989      | 1986               | Höfische Kultur : Literatur und Gesellschaft im hohen Mittelalter / 1 |
| 838  | Bumke, Joachim                                                                        | Hoofse cultuur : literatuur en samenleving in de volle Middeleeuwen / 2                                                                                                | 1989      | 1986               | Höfische Kultur : Literatur und Gesellschaft im hohen Mittelalter / 2 |
| 839  | Schouppe, H.                                                                          | Psychologie in kaart gebracht | 1989      |                    | |
| 840  | Lente, Guus van                                                                       | Rondom sterven en rouwen | 1989      |                    | |
| 841  | Heilbroner, Robert L.                                                                 | Economie in kaart gebracht | 1990      | 1982               | Economics Explained : Everything You Need to Know About How the Economy Works and Where It's Going                                                                        |
| 842  | Caljé, P.A.J./den Hollander, J.C.                                                     | De nieuwste geschiedenis | 1990      |                    | |
| 843  | Montaigne, Michel                                                                     | Essays | 1992      | 1588               | Essais |
| 844  | div.                                                                                  | Afstuderen | 1991      |                    | |
| 845  | Kivits, Tonja                                                                         | Psychotherapie in kaart gebracht | 1991      |                    | |
| 846  | Wubbels, Theo                                                                         | Presenteren | 1991      |                    | |
| 847  | Lademacher,dr. Horst                                                                  | Geschiedenis Nederland | 1993      |                    | |
| 848  | Motz, L./Weaver, J                                                                    | Geschiedenis van de natuurkunde | 1993      |                    | |
| 849  | Eliade, Mircea/Couliano, Joan P                                                       | Wereldreligies in kaart gebracht | 1992      |                    | Dictionnaire des religions |
| 850  | Kielholz, Prof. P., Dr. H. Jongmans en Intermed Medische Staf                         | Depressie | 1984      |                    | reeks Aula Medisch |
| 851  | Jongmans, H., René Cailliet en Intermed Medische Staf                                 | Rugpijn | 1984      |                    | reeks Aula Medisch |
| 852  | Intermed Medische Staf                                                                | | 1984      |                    | reeks Aula Medisch |
| 853  | Intermed Medische Staf                                                                | Maagklachten |           |                    | reeks Aula Medisch |
| 854  | Intermed Medische Staf                                                                | Diabetes |           |                    | reeks Aula Medisch |
| 855  | Intermed Medische Staf                                                                | Kinderziekten |           |                    | reeks Aula Medisch |
| 856  | Intermed Medische Staf                                                                | Reuma |           |                    | reeks Aula Medisch |
| 857  | Intermed Medische Staf                                                                | Vetzucht |           |                    | reeks Aula Medisch |
| 858  | Intermed Medische Staf                                                                | Slaapstoornissen |           |                    | reeks Aula Medisch |
| 859  | Intermed Medische Staf                                                                | Hoofdpijn |           |                    | reeks Aula Medisch |
| 860  | Intermed Medische Staf                                                                | Astma - Bronchitis |           |                    | reeks Aula Medisch |
| 861  | Intermed Medische Staf                                                                | Nervositeit - Stress |           |                    | reeks Aula Medisch |
| 862  | Schadé, E. en Intermed Medische staf                                                  | Hartklachten | 1985      |                    | reeks Aula Medisch |
| 863  | Intermed Medische Staf                                                                | Hoge bloeddruk |           |                    | reeks Aula Medisch |
| 864  | Basalla, G.                                                                           | Geschiedenis van de technologie | 1993      | 1987               | The evolution of technology |
| 865  | Jetter, Dieter                                                                        | Geschiedenis van de geneeskunde | 1994      | 1992               | Geschichte der Medizin |
| 866  | Carpentier, Jean Lebrun, Fr. (red.)                                                   | Geschiedenis van Europa | 1993      | 1992               | Histoire de l'Europe |
| 868  | Boves, Tom en Marinel Gerritsen                                                       | Inleiding in de sociolinguïstiek | 1995      |                    | oorspronkelijke uitgave |
| 869  | Bosscher, D.F.J./Renner, H./Soetendorp, R.B./Wagenaar, R. (red.)                      | De wereld na 1945 |           |                    | |
| 870  | Vries, Jouke de                                                                       | Bestuurskunde |           |                    | |
| 871  | Grinspoon                                                                             | Marihuana |           |                    | |
| 872  | Vonderen, José van                                                                    | De basisvorming | 1993      |                    | |
| 873  | Bengtson, Hermann                                                                     | Geschiedenis van de Oude Wereld | 1994      | 1989               | Geschichte der alten Welt |
| 874  | Veen, drs. R.                                                                         | Filosofie als gesprek |           |                    | |
| 877  | Johnson-Laird                                                                         | De computer en de menselijke geest | 1996      |                    | The computer and the mind |
| 878  | Lunteren, F. van                                                                      | Geschiedenis natuurwetenschappen |           |                    | |
| 880* | Vos, dr. Henk                                                                         | Filosofie van de moraal : Inzicht in moraal en ethiek | 1995      |                    | |
| 881* | Winnubst, J.A.M.                                                                      | Psychologie van arbeid en gezondheid |           |                    | |
| 1001 | Ford, C.S. en F.A. Beach                                                              | Vormen van seksueel gedrag | 1972      | 1952               | Patterns of Sexual Behaviour |
| 1002 | Schofield, Michael                                                                    | Seksueel gedrag van jongeren | 1970      | 1965               | The sexual behaviour of young people |
| 1003 | Gebhard, P.H., J. Raboch en H. Giese                                                  | De seksualiteit van de vrouw | 1970      | 1968               | Die Seksualität der Frau |
| 1004 | Schofield, Michael                                                                    | Sociologische aspecten van de homoseksualiteit | 1970      | 1965               | Sociological aspects of homosexuality : a comparative study of three types of homosexuals                                                                                 |
| 1005 | Kentler, M.                                                                           | Seksuele opvoeding | 1971      | 1970               | Sexualerziehung |
| 1006 | Maisch, dr. H.                                                                        | Incest | 1971      | 1968               | Inzest |
| 1007 | Reiss, Ira                                                                            | Seksuele normen | 1971      | 1969               | Premarital sexual standards in America |
| 1008 | Broderick, C.B.                                                                       | Kind, jeugd en seksualiteit | 1971      | 1970               | Kinder- und Jugendsexualität : sexuelle Sozialisierung |
| 1009 | Voigt, prof. dr. K.D. en dr. H. Schmidt                                               | Hormonen en seksualiteit | 1972      | 1968               | Sexualhormone |
| 1010 | Raboch, J., e.a.                                                                      | Kunstmatige bevruchting en adoptie | 1972      | 1971               | Künstliche Befruchtung oder Adoption? : Mit einem juristischen Kommentar von Dr. J. Pasaquay                                                                              |
| 1011 | Simon, W. en J. H. Gagnon                                                             | Seksuele zijwegen | 1972      | 1970               | Sexuelle Aussenseiter : kollektive Formen sexueller Abweichungen |
| 1012 | Lockhart, William B. (ed.)                                                            | Rapport over pornografie | 1972      | 1970               | The report of the Commission on obscenity and pornography |